# シトロエン
シトロエン（Citroën）は、フランスの大手自動車メーカー。現在はステランティス N.V.の一ブランドである。
いち早い前輪駆動方式の採用や、窒素ガスを気体ばねに用いて高圧油圧制御する独自のサスペンション機構「ハイドロニューマチック」の開発をしていたことでも知られる。

## 沿革

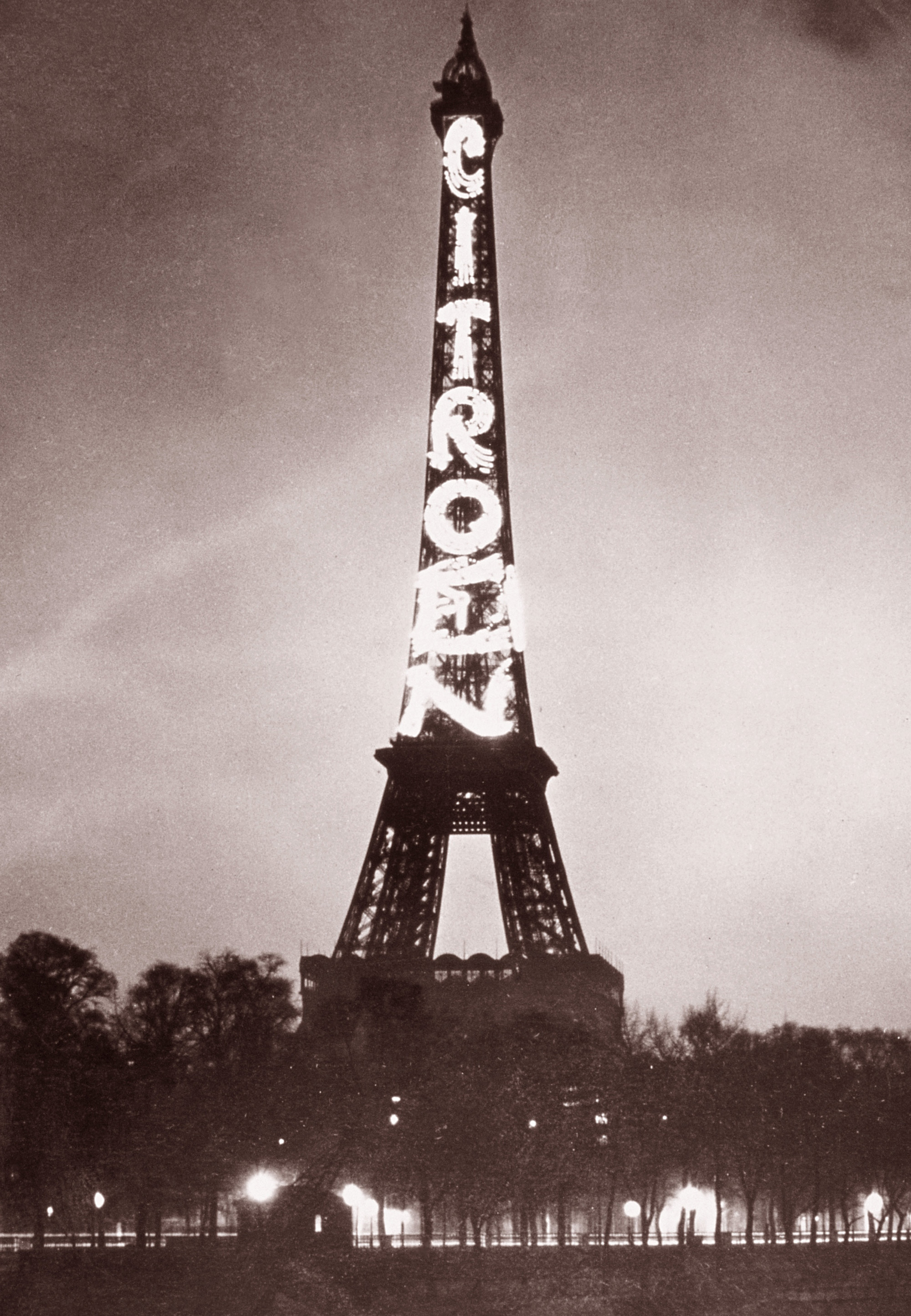
戦前のエッフェル塔の「シトロエン」電光広告。1925年のアールデコ博の際に登場した。

第一次世界大戦終結直後の1919年、ダブルヘリカルギア（やまば歯車）の製造と大砲用の砲弾製造で財を成したアンドレ・シトロエン(André Citroën)が、ヨーロッパにおける自動車の大衆化を目指し、フランス版フォードとなるべく設立した企業である。フランスの自動車メーカーの中では後発組といえる存在であった。最初の工場は軍需工場を転用したパリのセーヌ川・ジャヴェル河岸の工場で、現在その場所は「アンドレ・シトロエン公園」になっている。
エンブレムは「ヘ」の字状のクサビ形を2つ重ねたもので「ドゥブル・シュヴロン (double chevron)」または「ダブルヘリカルギア」と呼ばれる。これはアンドレ・シトロエンが経営者としてスタートするきっかけになった歯車「シェブロン・ギア（やまば歯車）」の歯形をモチーフにしたものである。
流れ作業方式による小型車・中型車の大量生産で成功を収め急成長したが、やがてアンドレのワンマン経営による過剰投資がたたり、1934年に経営危機に陥り、この際タイヤメーカーのミシュランの系列会社となり、同社の市販車は工場出荷タイヤにミシュラン製タイヤを指定、装着している。
第二次世界大戦後も先鋭的な自動車開発で世界的に注目される存在であり続け、1960年代にはイタリアのフィアットやマセラティなどとも提携するが、1970年代には再び経営困難な状況となり、結局1976年からは同じフランスの競合自動車会社プジョーに主導されるかたちで、企業グループPSA・プジョーシトロエンの傘下となっている。それに伴いプラットフォームやエンジンをプジョー車と共通化するようになった。
21世紀初めの現在でもプジョー車とのコンポーネンツ共用の基本方針は変わっておらず、また一時期のような独善的なまでの個性は抑えられるようになってきてはいるものの、依然として系列メーカーであるプジョーとは異なった個性を持つブランドとして存続し続けている。
伝統として、フランス大統領の就任パレードに使用するオープンカーの提供を続けている。その車両は既存の車体を利用したワンオフモデルである。

### 先進技術
新しい技術をいち早く採用することで知られ、それは「10年進んだ車を20年間作り続ける」と形容された。
創業にあたり、ジュール・サロモンの設計で1919年に発売された1327cc・4気筒車のタイプAは最初の生産車であると共に、フォードの流儀に倣ってヨーロッパで最初の大量生産方式で製造され、当時の他社ではオプションなのが普通な各種付属装備類を標準装備した買い得な自動車でもあった。1919年から2年間に24,000台以上が生産され、当時のヨーロッパでは異例の量産記録を達成した。
1922年に発売された2人乗り「5馬力C型車」（タイプC）、通称「5CV」は543kg・排気量856ccエンジンに3速MTの軽量車だが、60km/hの最高速度と比較的手頃な3,900フランの価格を実現、シトロンとあだ名されたレモンイエローの車体と黒塗装ホイール、良好な運転性（ドライバビリティー）が世界の小型車の歴史に新時代を画し、同時期発売のイギリスのオースチン・7と並び、欧州大手メーカーによる量産型小型車カテゴリー進出の嚆矢となった。運転のしやすい5CVの登場によって、フランスでは初めて自動車が女性に開放されたといわれる。
その後は1000cc超の中級車に主軸を移す。1925年に発表されたB12はヨーロッパで最初のオール鋼製ボディを持った大量生産車で、現代では当然となった4輪ブレーキもこの時に導入した。1932年にはモノピースという溶接による一体ボディ構造の8/10/15を発表する。このように1930年代前半までは、常識的な設計ではあるが、アメリカ合衆国で実用化された進歩的自動車技術をいち早く咀嚼してヨーロッパに導入する、という姿勢が顕著なメーカーであった。

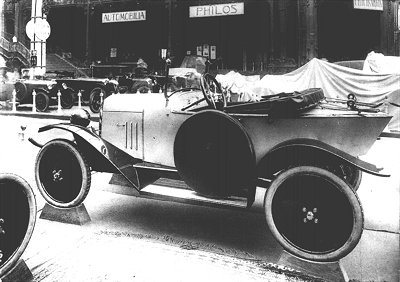
1921年10月、パリ・モーターショーでの5CV。当時としては廉価な超小型クラスながら上級車種同様な4気筒・3段変速のスペックと洒落たスタイルを備え、市場の人気を得た。

そのベクトルを転じ、強烈な独自性を発揮するようになったのは1933年にヴォワザン社出身の技術者アンドレ・ルフェーブルが入社してからである。一大転機となったのは彼の主導による設計の「7CV」・通称「トラクシオン・アバン」が開発されたことによる。前輪駆動（FF）やモノコック・ボディ、トーションバー・スプリングなどを、いち早く採用し、1934年に発表されると大きな反響を呼び、同社の「先進性」を市場に印象づけた最初の車となった。しかし同車の短期開発と新工場建設により、会社の経営破綻とアンドレ・シトロエンの経営撤退を招いた。

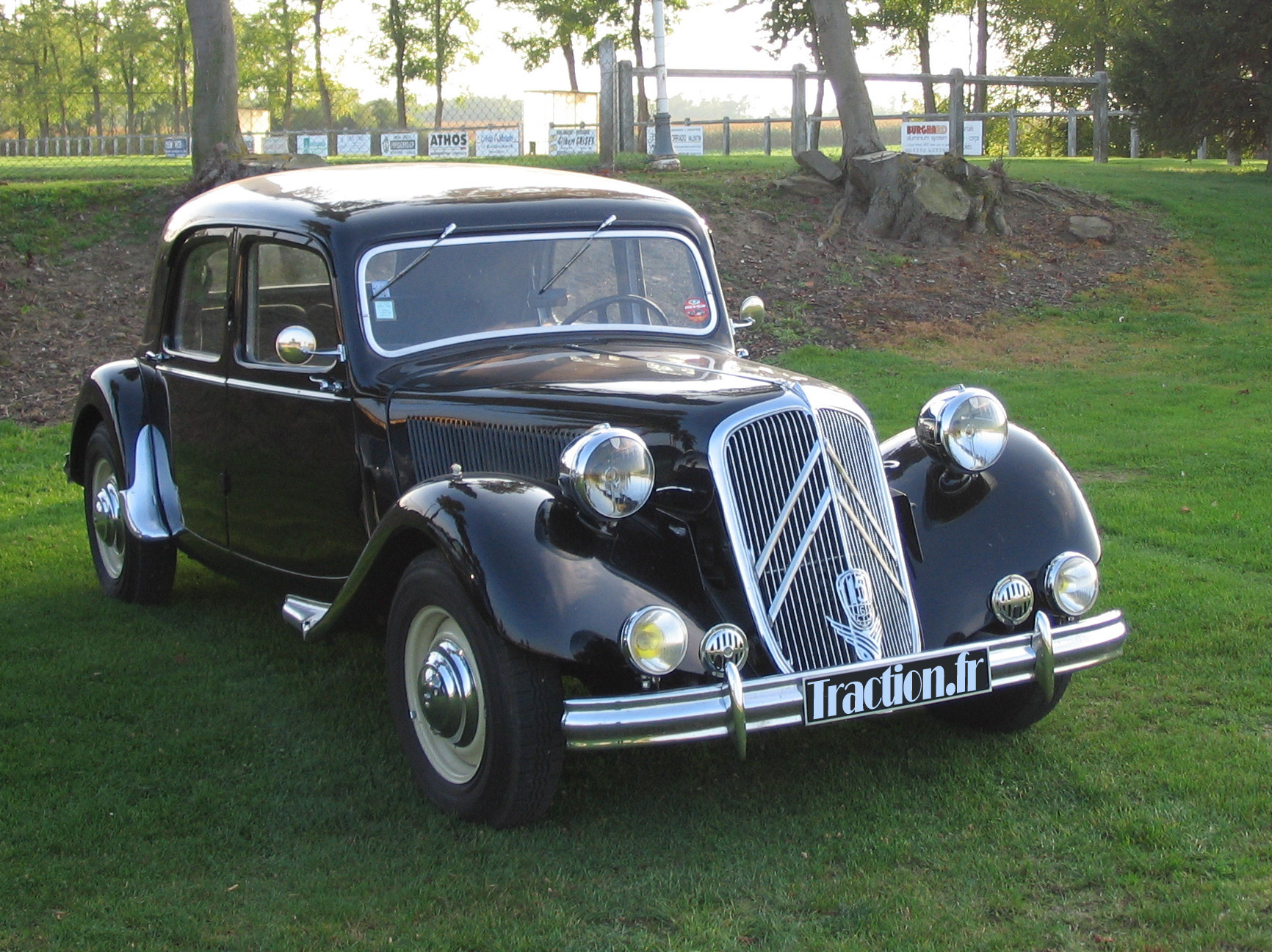
トラクシオン・アバン。1934年4月に発売され、独立懸架の前輪、9リッターで100キロメートル走るエンジン、計器盤にはめ込まれた3段変速のギアと低いスタイルを備え、成功を収めた。

1955年には、金属スプリングの代わりに気体ばねと高圧オイルを用いる独創的なハイドロニューマチック・サスペンションを装備した「DS」を発表。車高調整とダンパーに使われたオイルは、サスペンションだけに留まらずパワーステアリングやブレーキ、ペダルレスでのクラッチコントロールや遠隔操作でのギヤチェンジにも使われた。この「10年進んだ車」は、果たしてその後「20年間作り続け」られた。
他にも「こうもり傘に4つの車輪」「走る物置」「フランスの民具」とまでいわれ、40年以上も生産された経済車の「2CV」をはじめ、ユニークで独創性に満ちた自動車を多数開発し、世に問うてきた。

### 広告
創業者のアンドレ・シトロエンは万事派手好きで、広告戦略にも意を砕いたことで知られる。1925年から1936年までの11年間エッフェル塔は「CITROËN」の文字で飾られた（「翼よ、あれがパリの灯だ!」で知られるチャールズ・リンドバーグの大西洋単独無着陸飛行も、この期間の中に入る）。この電飾文字は40km離れた場所からも視認でき、当時のエッフェル塔の代名詞でもあったという。また、飛行機でパリ上空に「Citroën」と描いたこともあった。
ニューモデルを発表すると、同時に生産車の精巧なミニチュアカーを作り販売したが、これは将来の顧客である子どもへのアピールであった。当時の同社の威勢は頂点を極めており、「赤ん坊が最初に覚える言葉はパパ、ママ、そしてシトロエンだ」と豪語するほどであった。
広告においては戦後もセンス溢れる活動を展開し、1965年ルーブル美術館主催のアート展が開かれるなど、芸術的にも評価を受けている。

## ロゴマーク

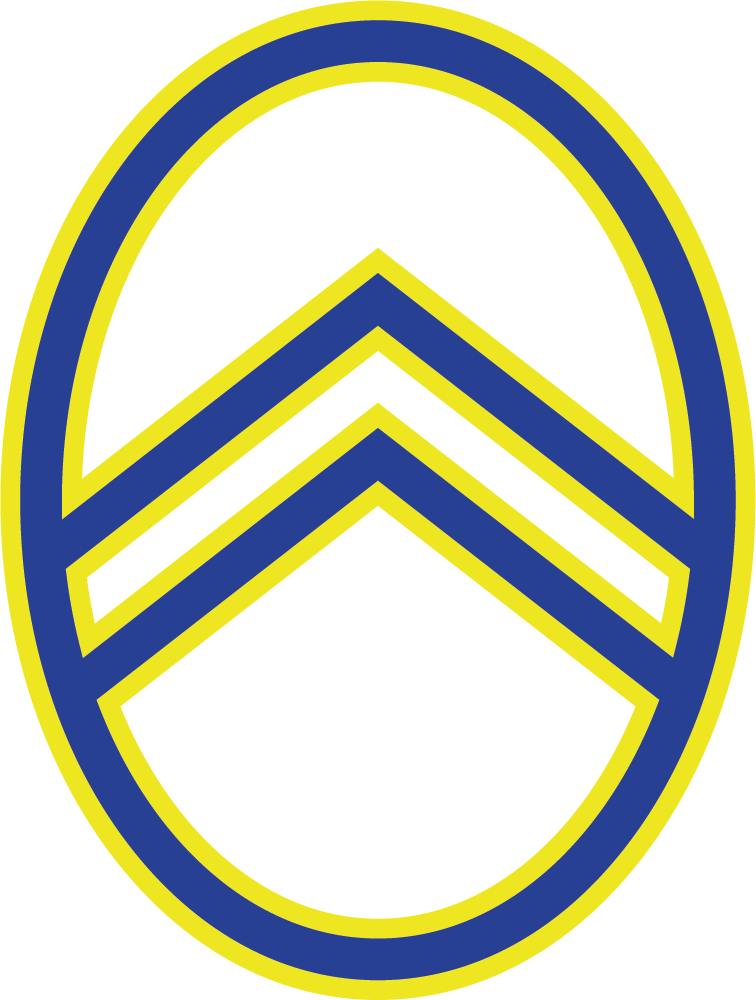
初代（1919年[3]）
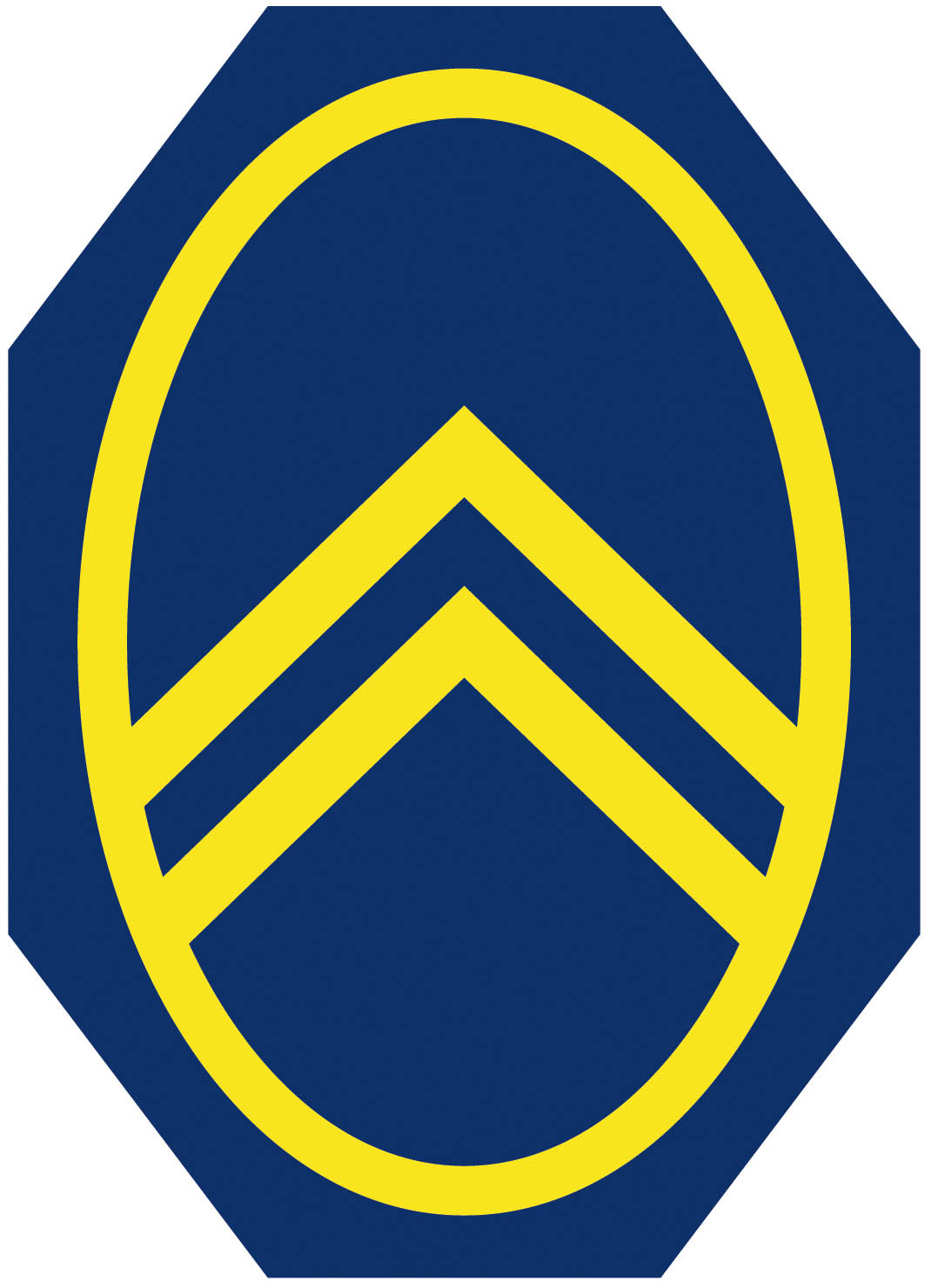
2代目（1919年[3]）
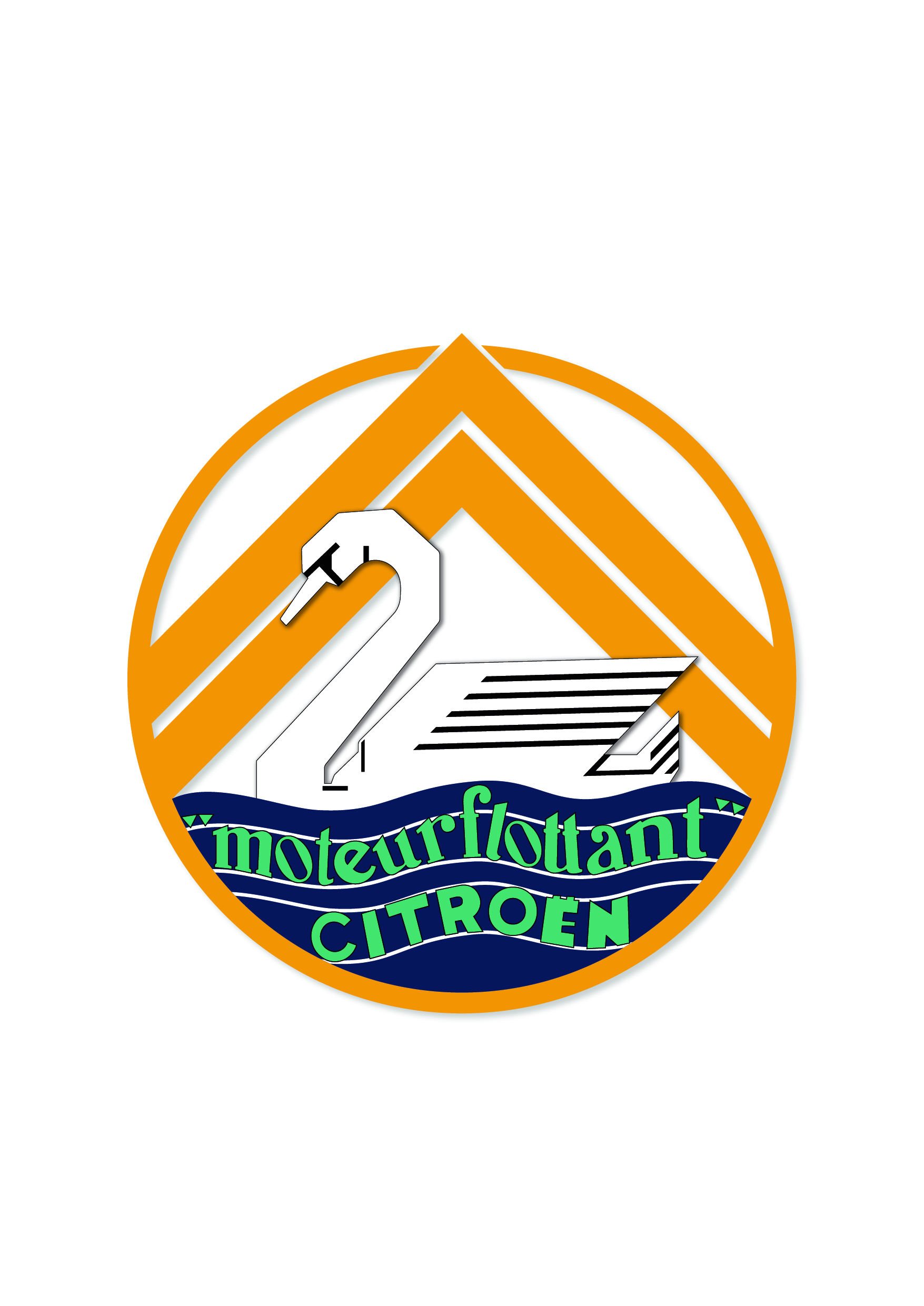
3代目（1932年[3]）
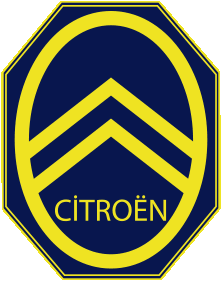
4代目（1936年[3])
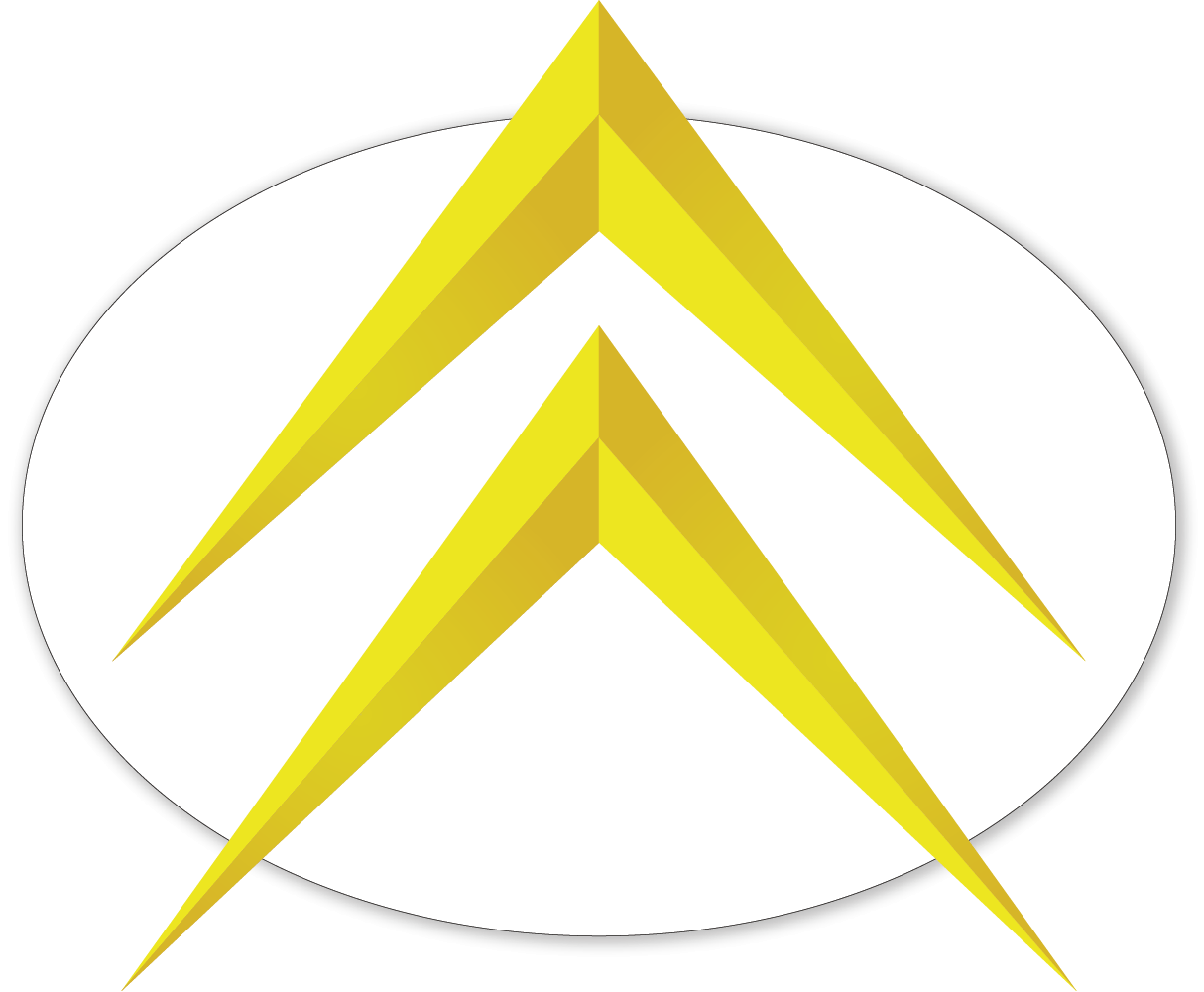
5代目（1959年[3]）
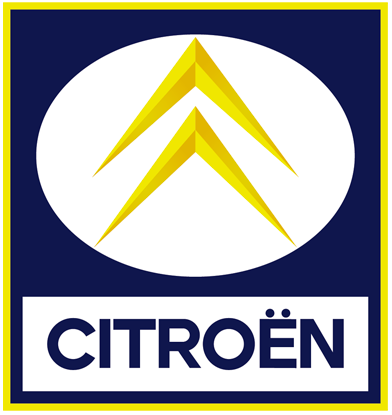
6代目（1966年[3]）
7代目（1985年[3]）
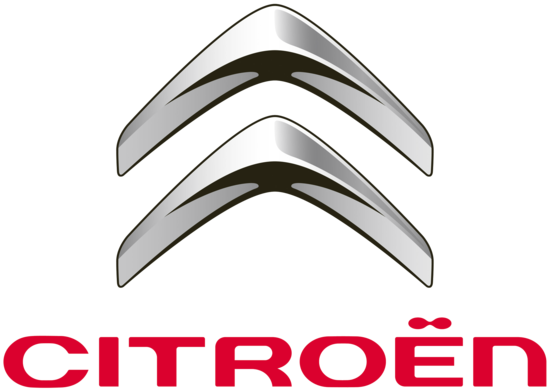
8代目（2009年[3]）
9代目（2017年[3]）
10代目（2021年[4]）
11代目（2022年より現行[3]）

## 車種一覧

### 現行
※は2024年5月現在、日本市場に導入されているモデル。

### 過去（戦後のみ）
1948年以降発表モデル

#### DSライン
2015年にシトロエンから独立して単独のブランドとなった。詳細はDSオートモビルズを参照。
- DS3
- DS4 - 2011年、世界で最も美しい車 (2010発表車)に選ばれた[8]。
- DS5 - C4とC5の中間サイズのクロスオーバー。2011年発表。日本国内では2012年8月1日発売。

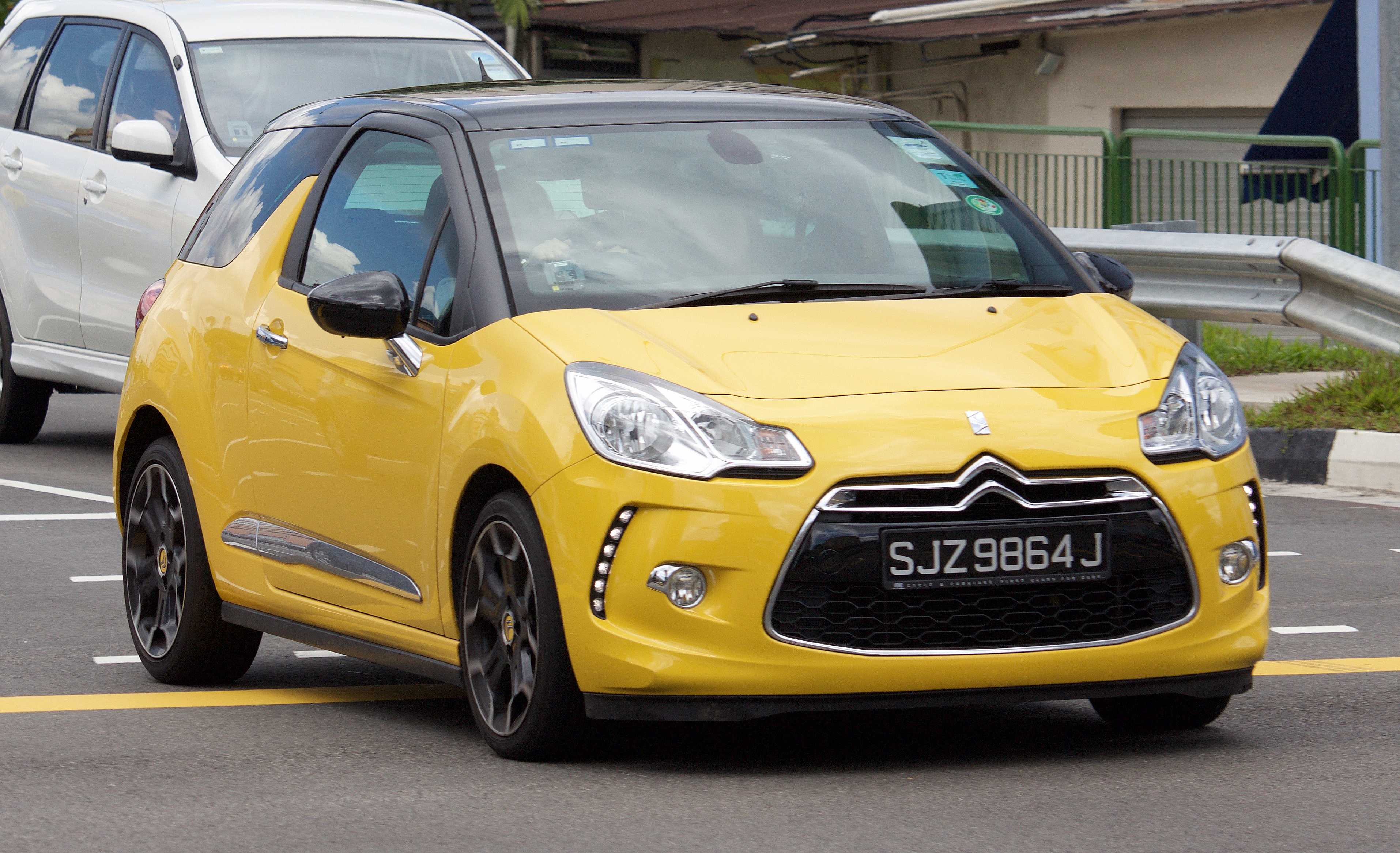
DS3
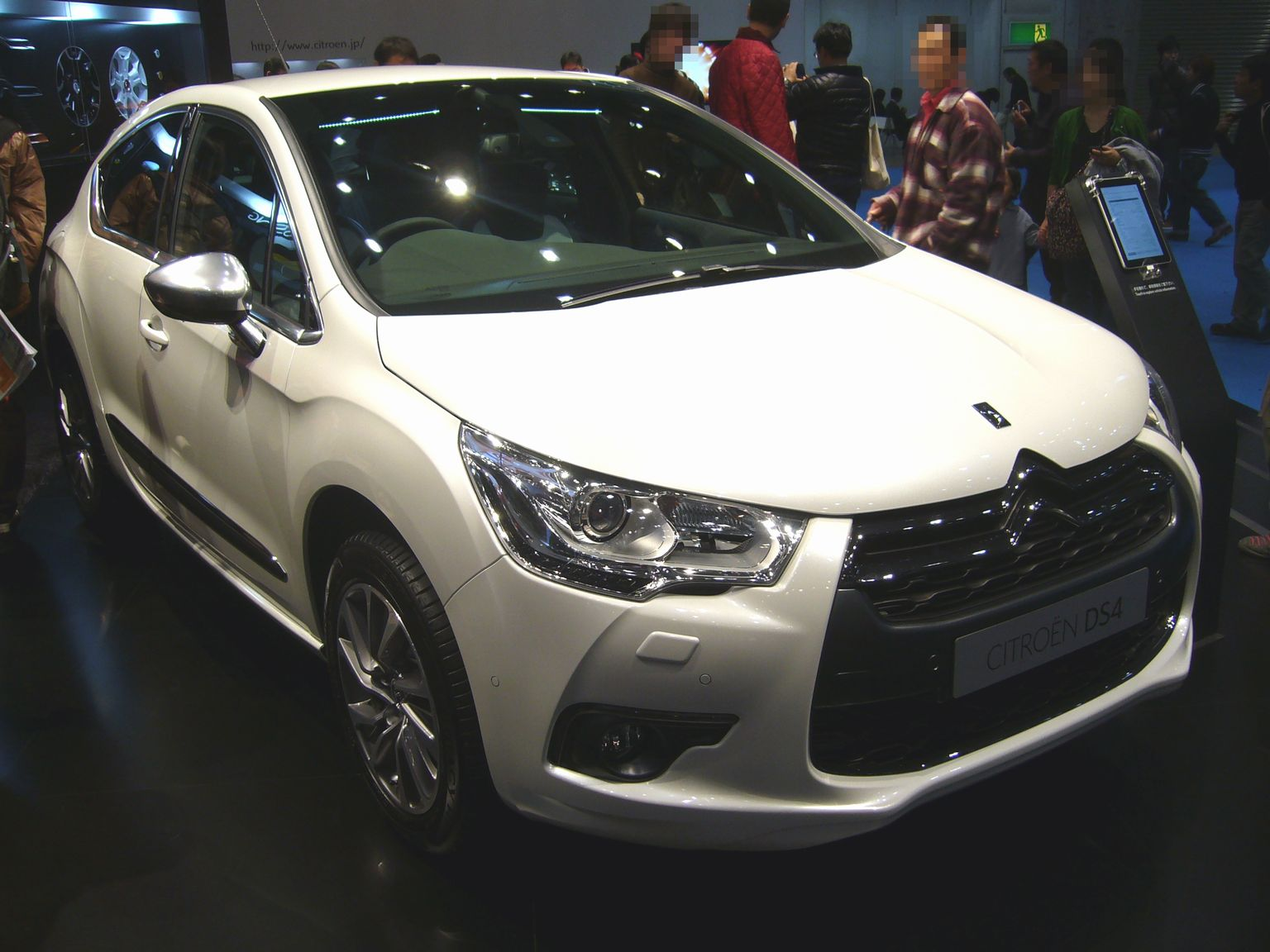
DS4
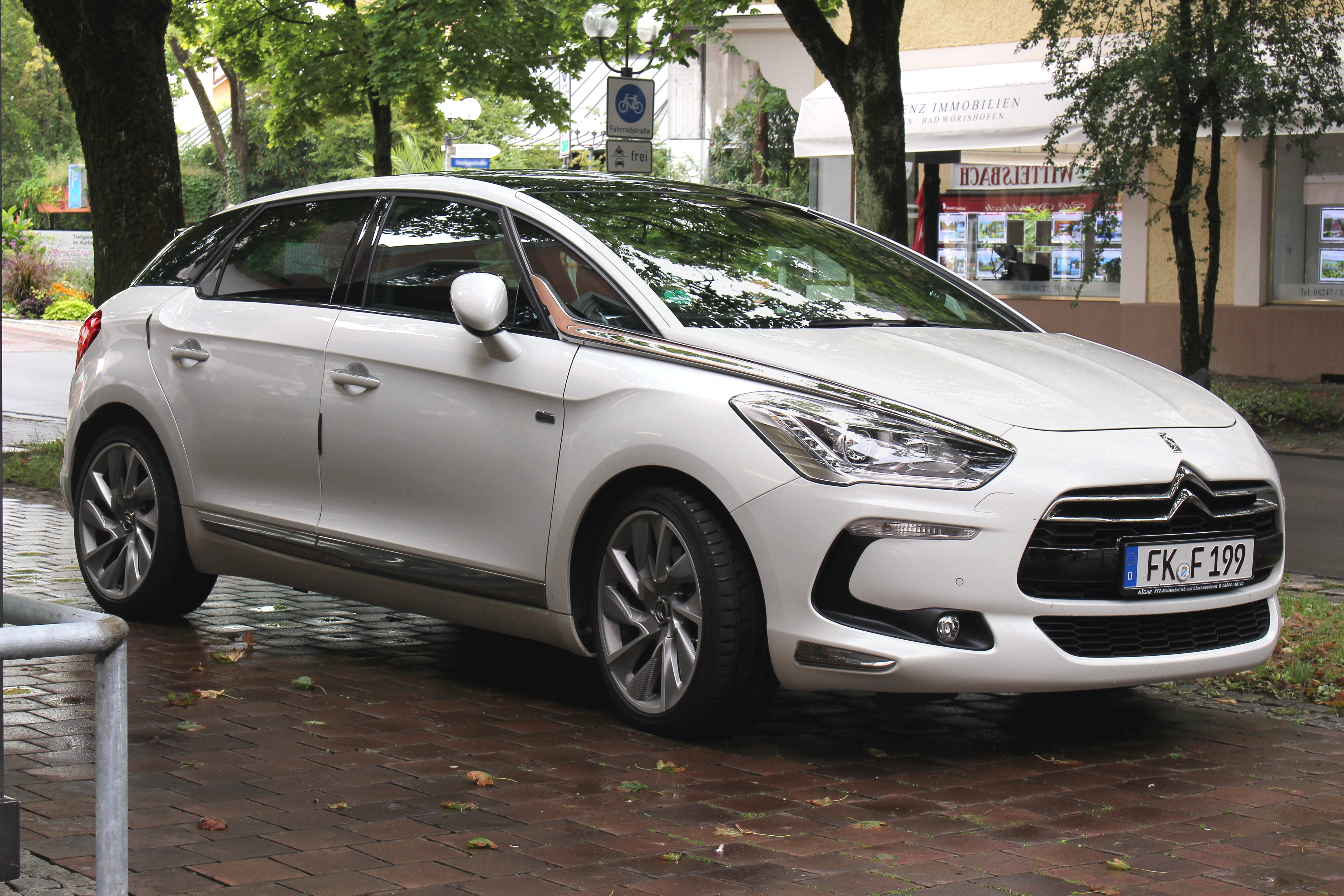
DS5

### クラシック・シトロエン
（1947年以前発表モデル）
初期の車名について
C4以前のモデルでは、タイプA・B・Cはシャーシの形式を表しており車名ではない。当時の広告などによると、シトロエンの10馬力でトーピード式、シトロエンの5馬力で3人乗り、シトロエンの5馬力でカブリオレ、などの名称で販売されていた。また、馬力はフランス流の課税馬力であったが、綴りは英語風に10HP、5HPであった。タイプBがエンジンを拡大し多様化していくとこの方法は通用しなくなり、C4・C6に至ってシャーシ名が車名となった。続くモデルはC7となるはずであったが、ロザリーという車名が付けられ課税馬力による呼称を併用した。トラクション・アバンで再び、7CV・11CV・15CVのように課税馬力が車名となった。

### 貨物車・ミニバス

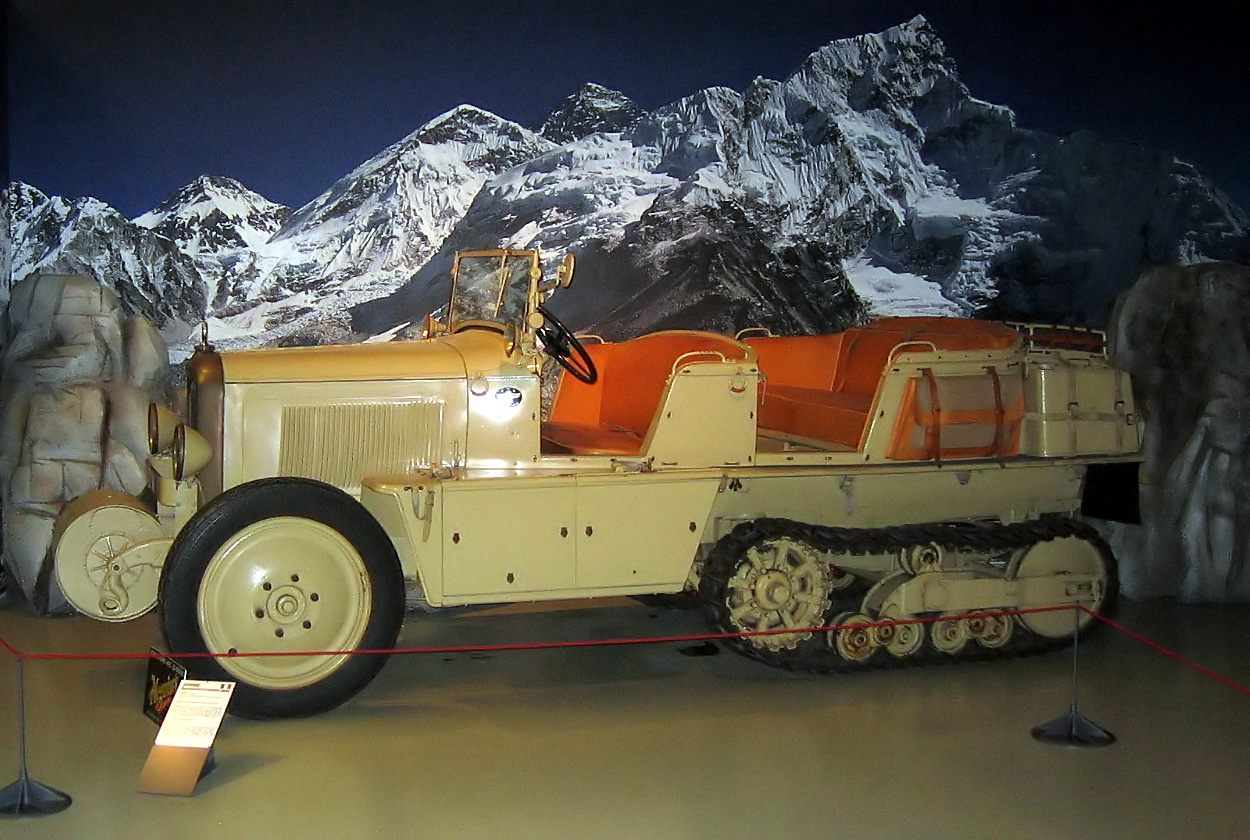
シトロエン・ハーフトラック[注釈 1]
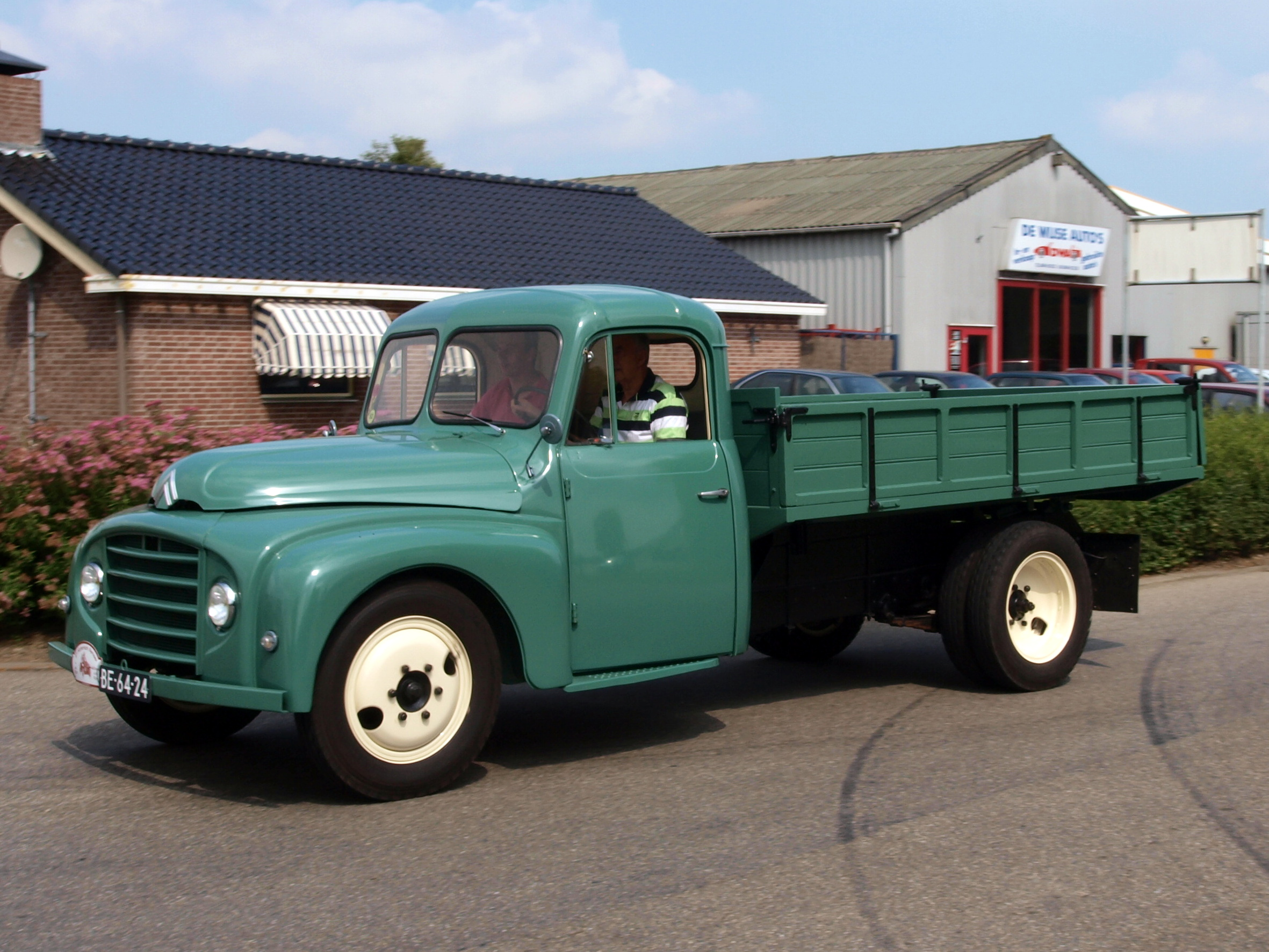
タイプ23
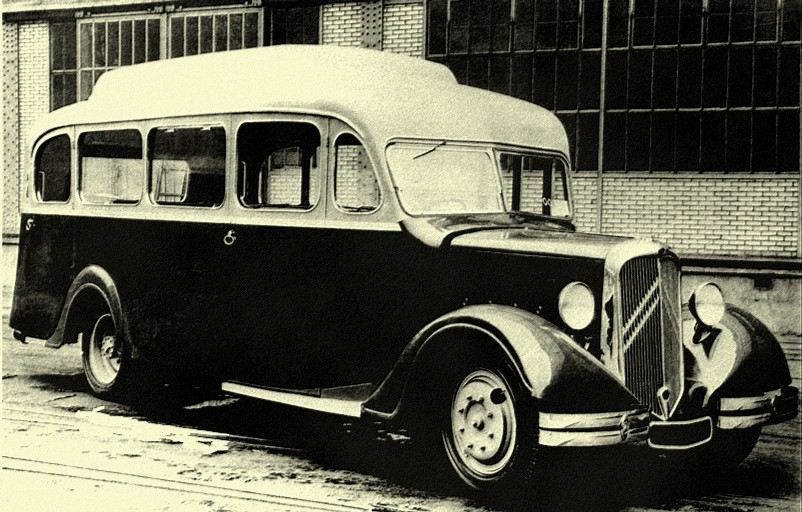
タイプ29
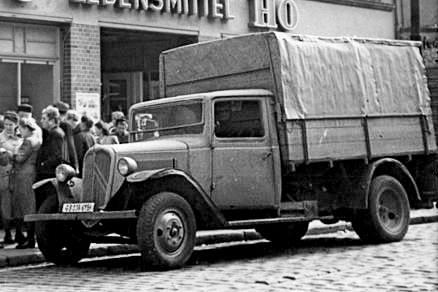
タイプ32
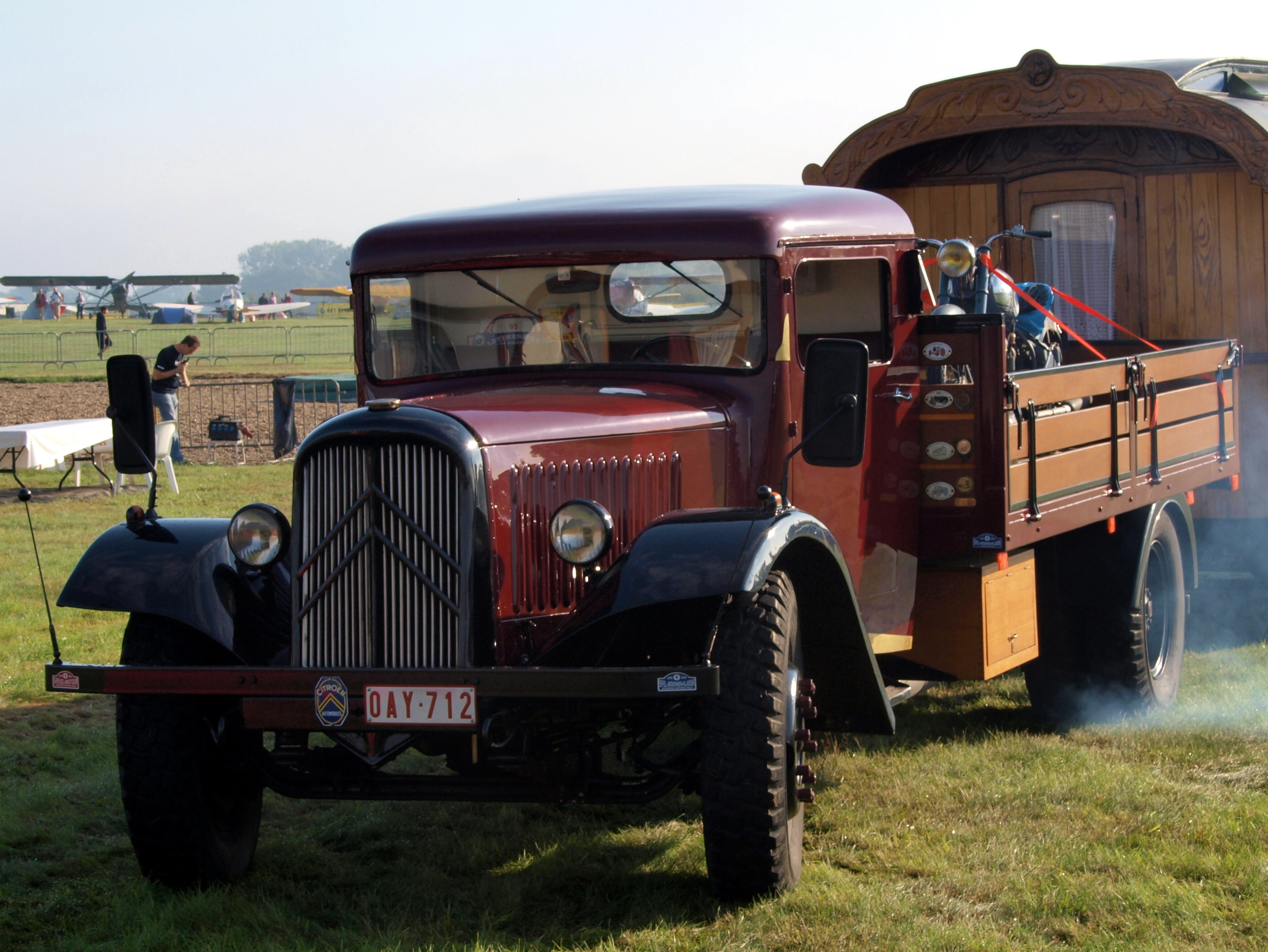
タイプ45[注釈 2]
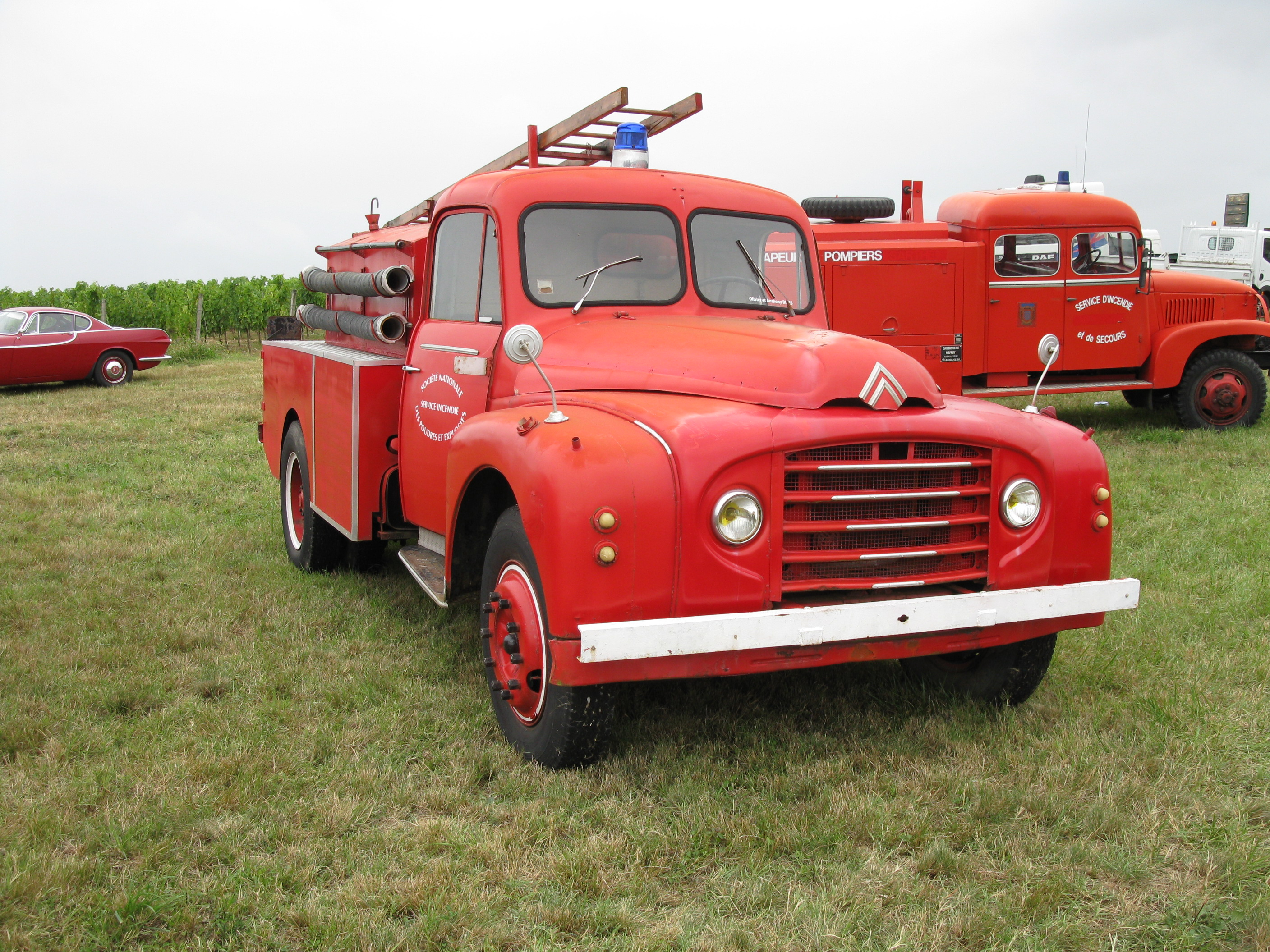
タイプ55
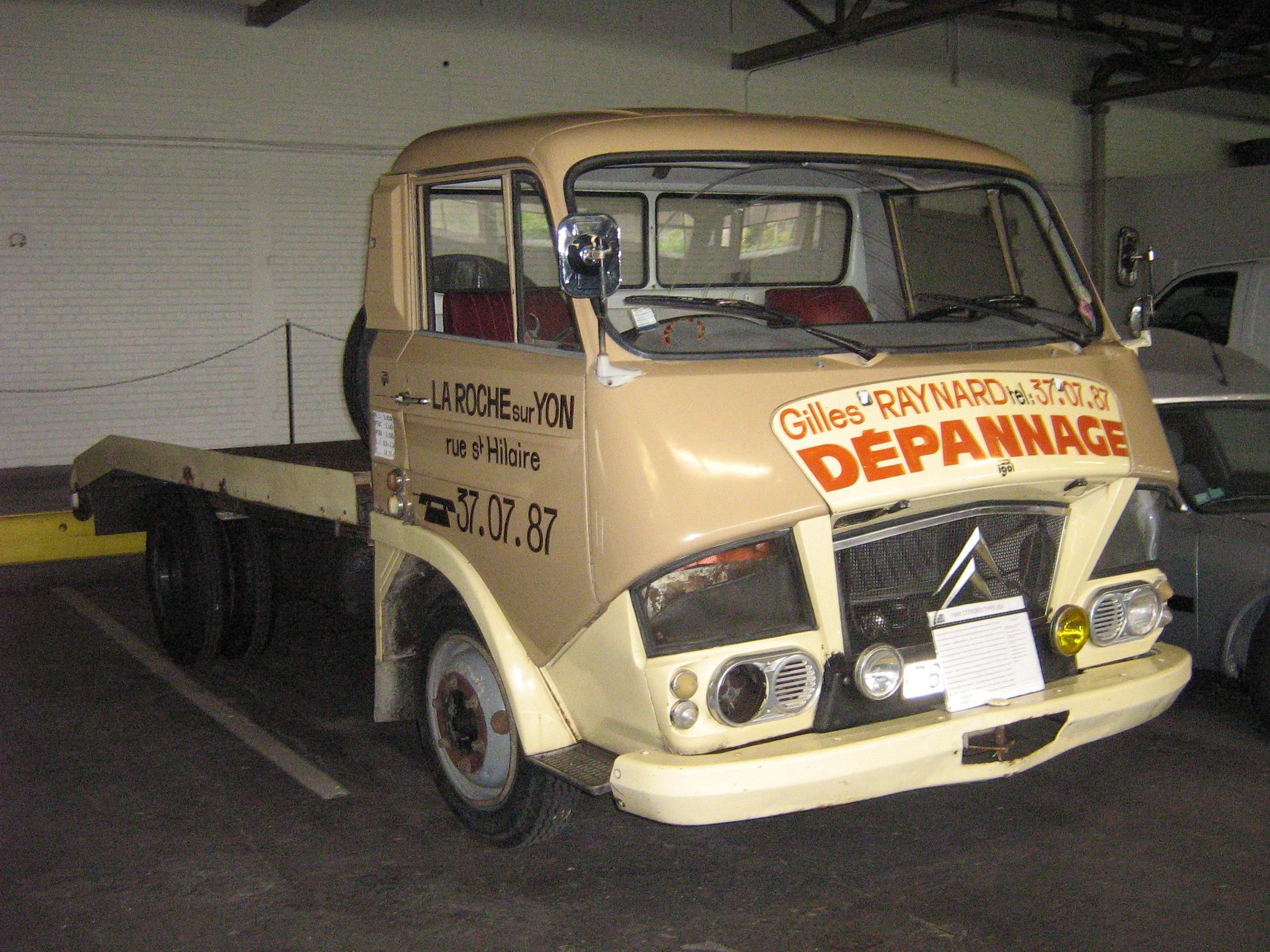
タイプ350
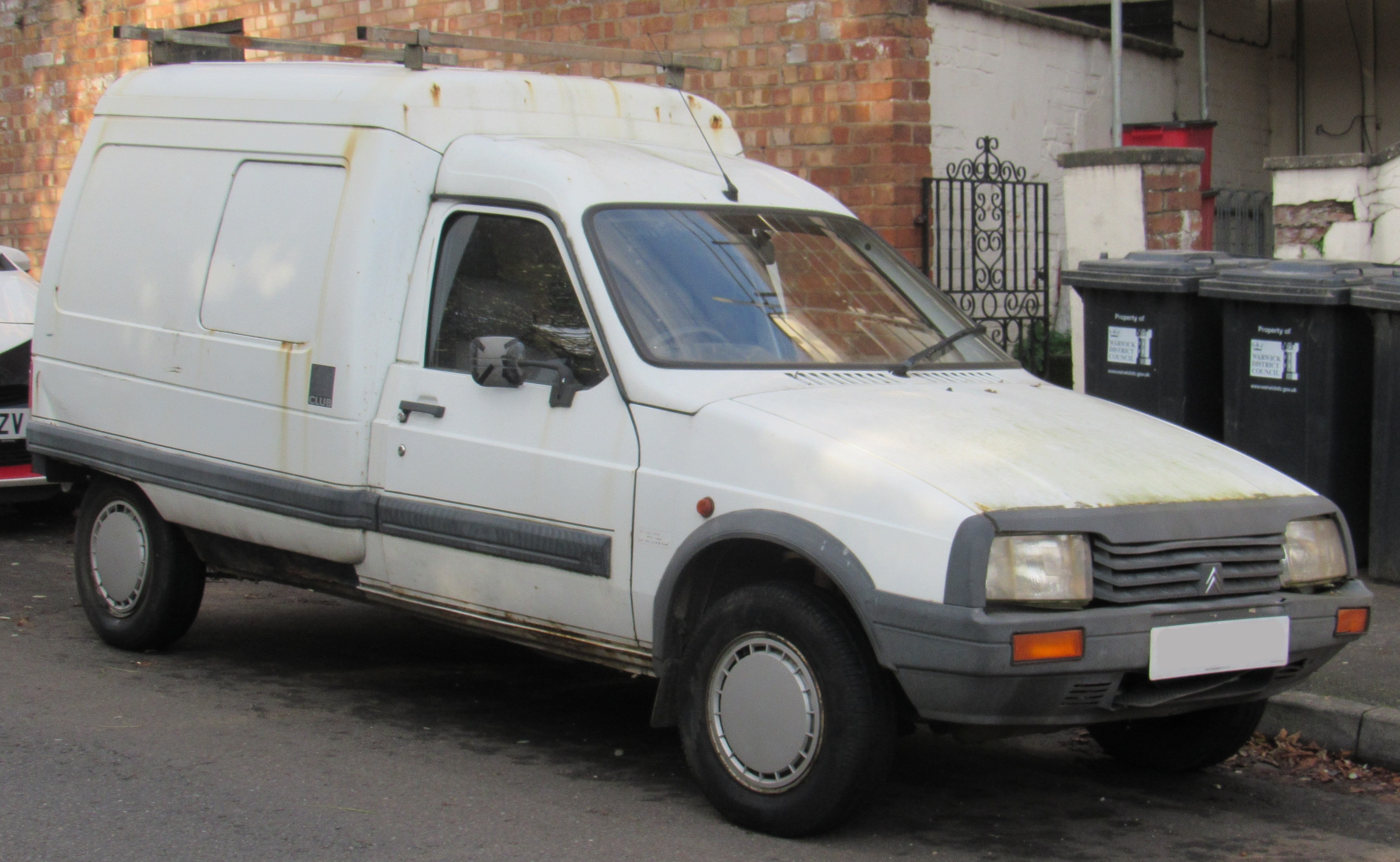
C15[注釈 3]
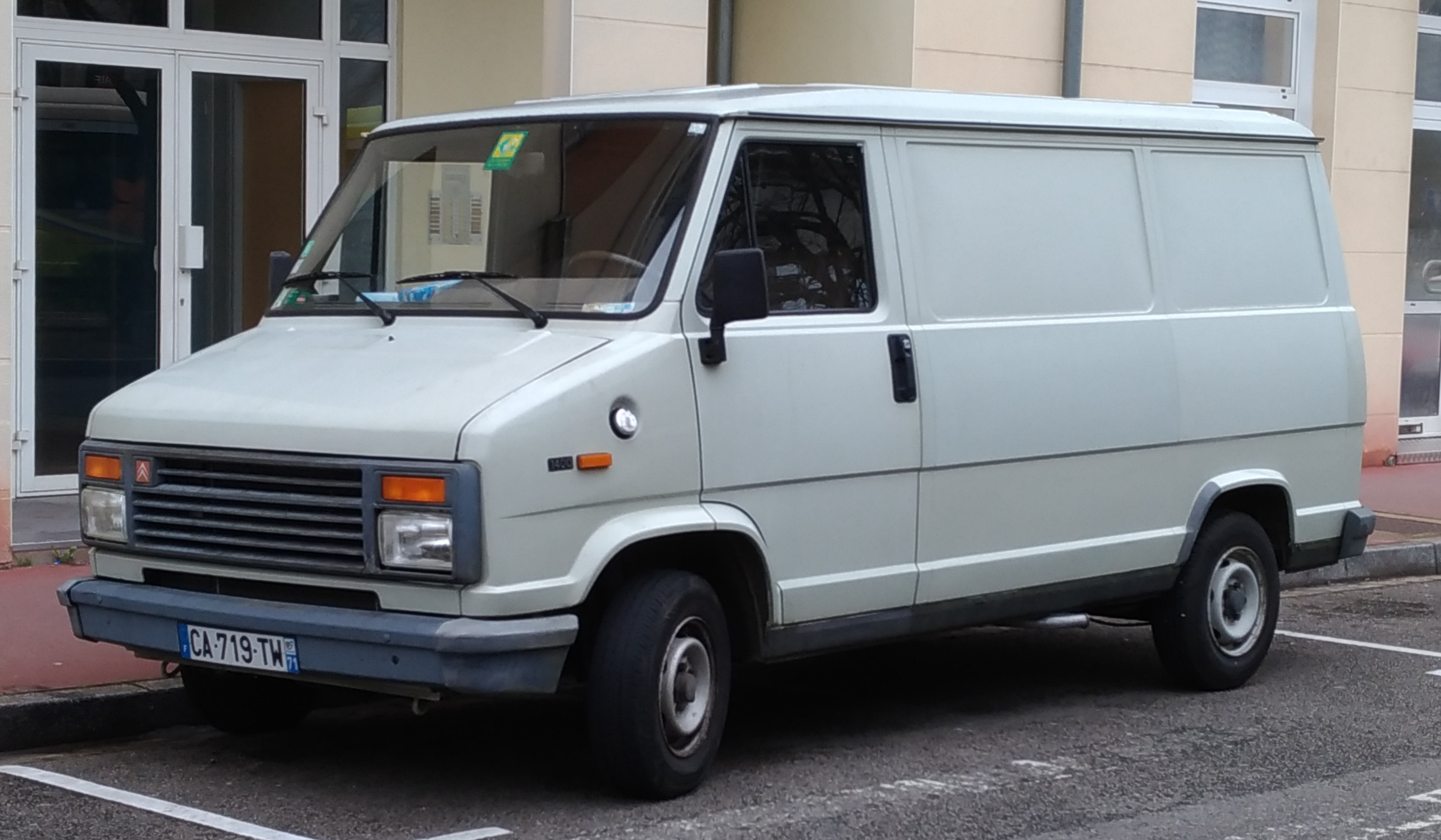
C25
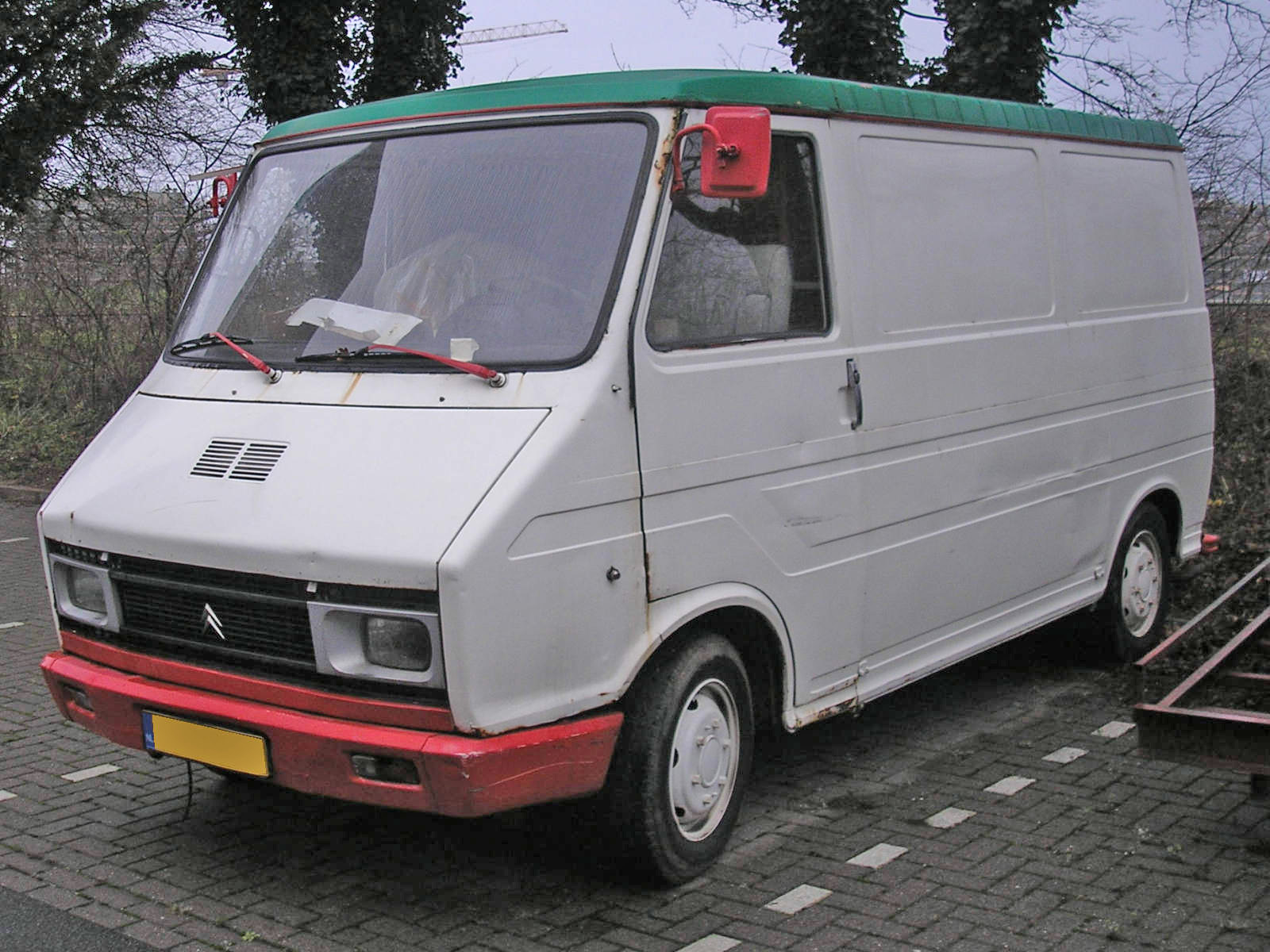
C35
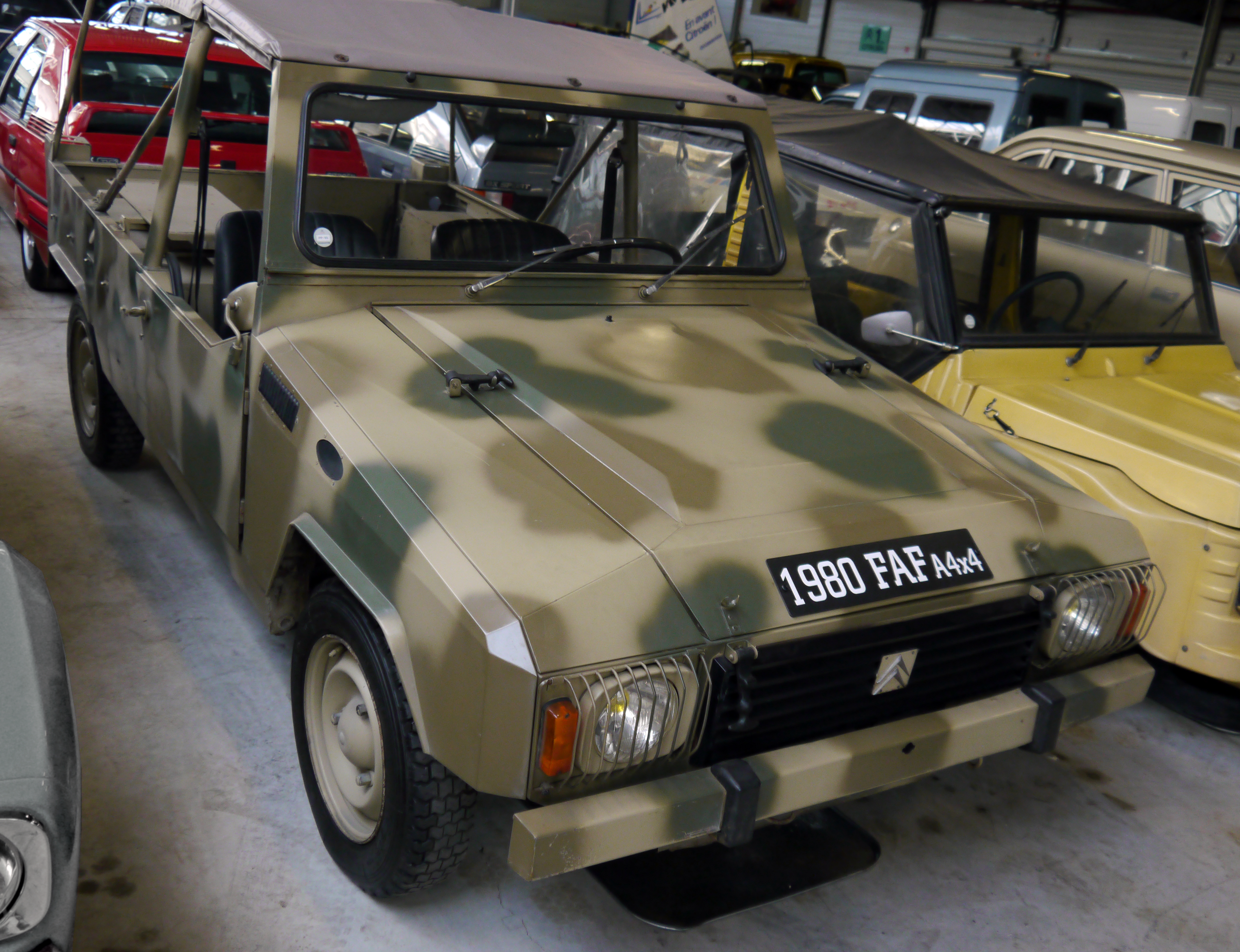
FAF
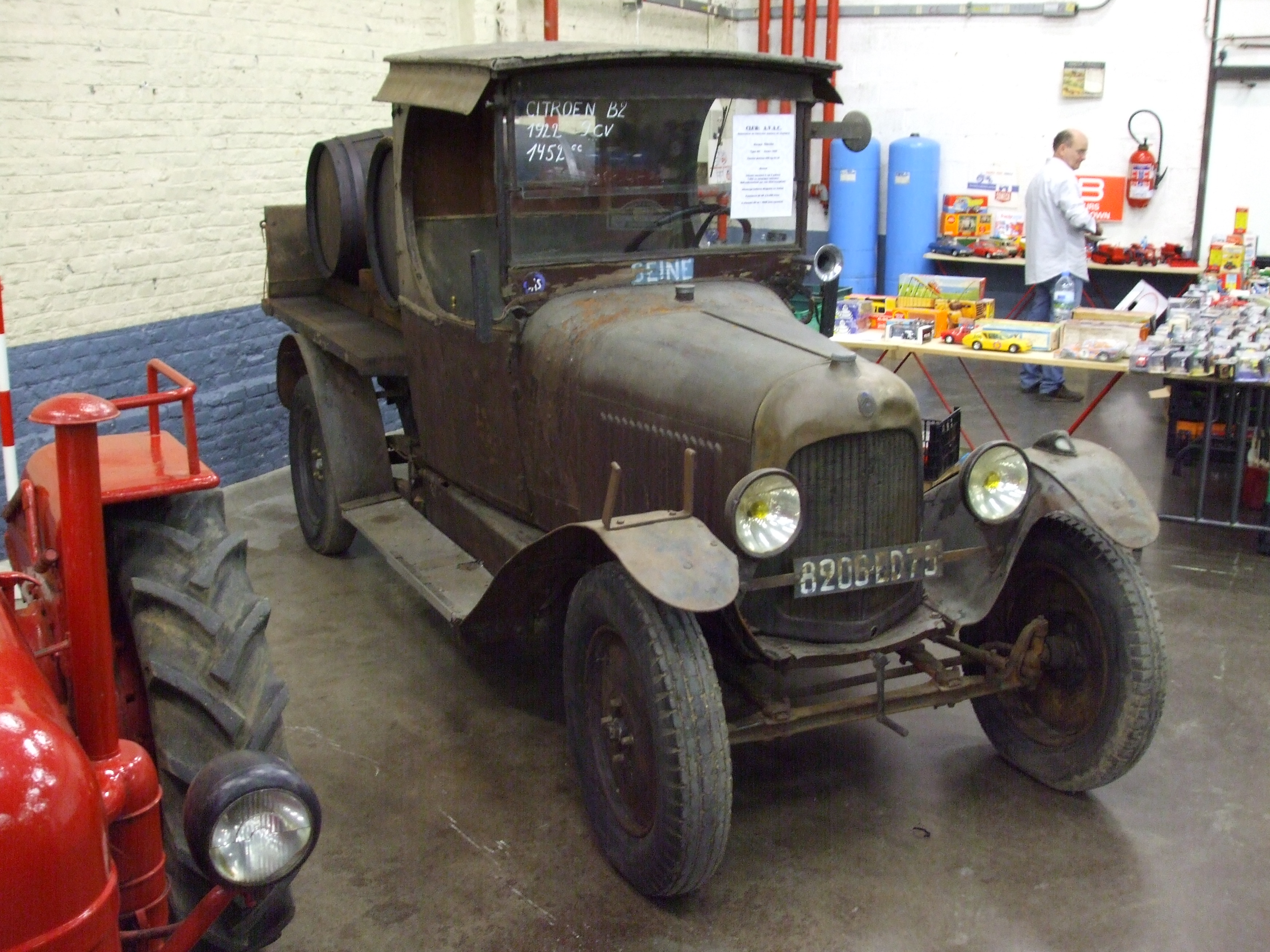
flatbedトラック
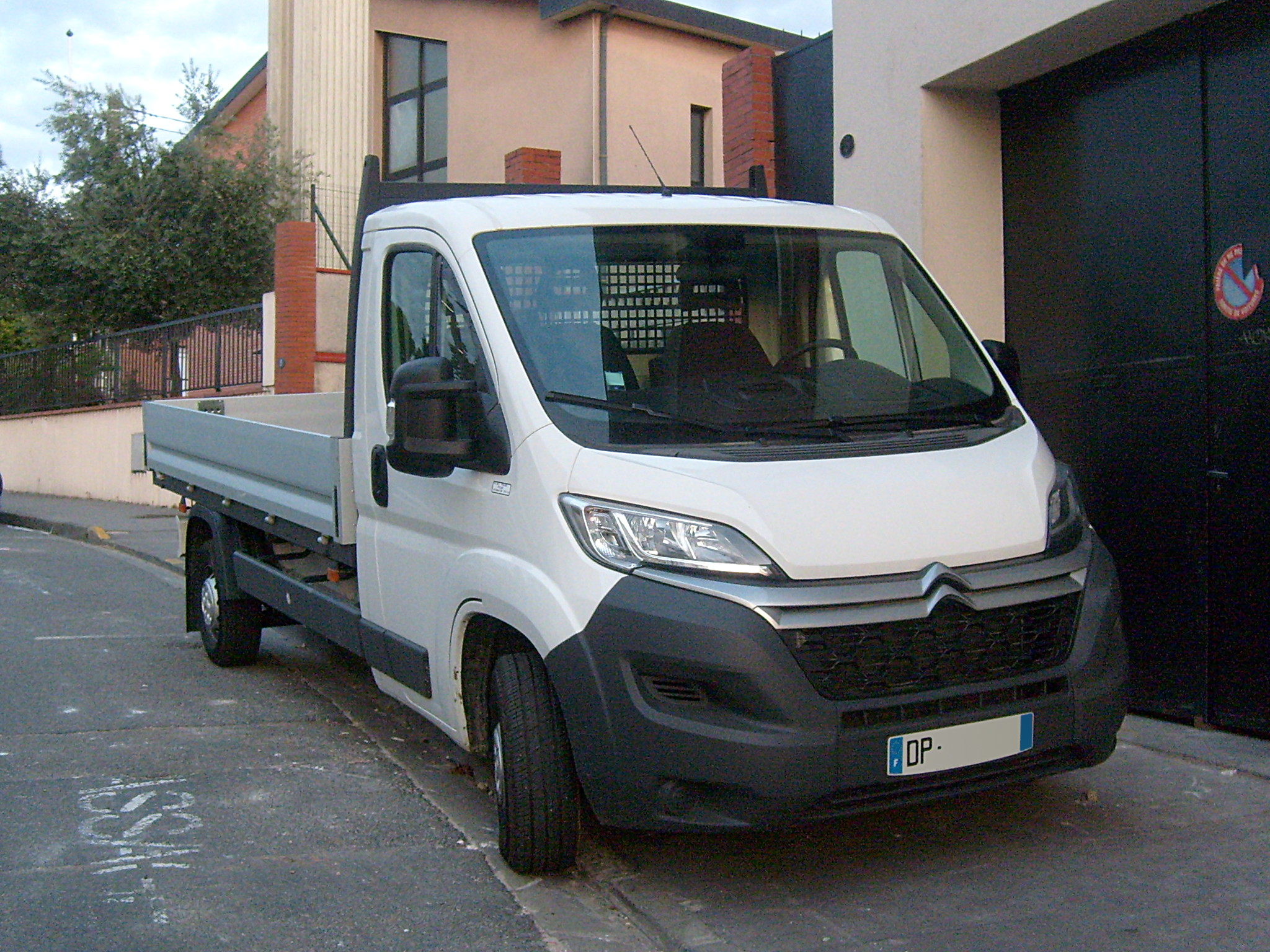
Jumper
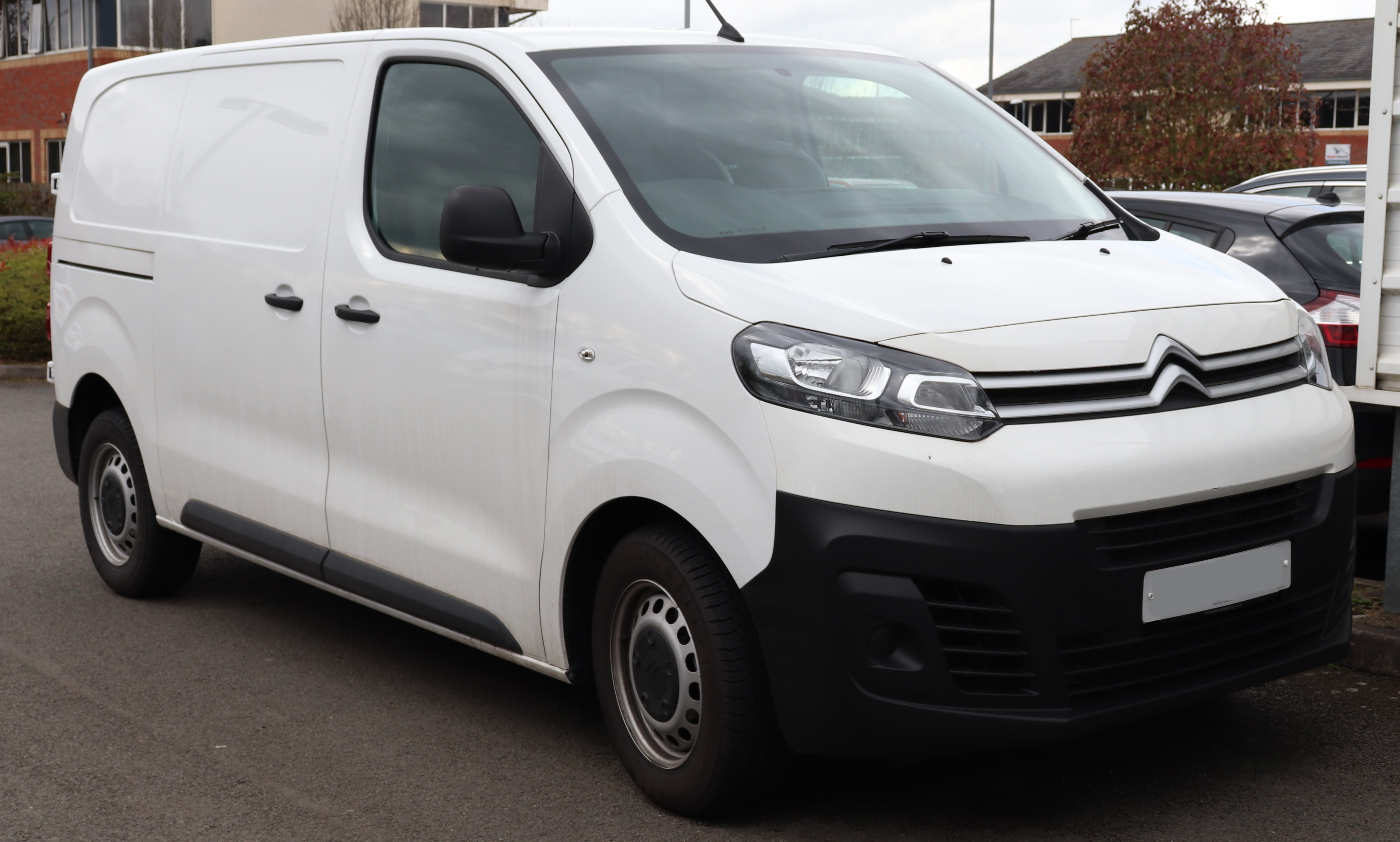
Jumpy[注釈 4]
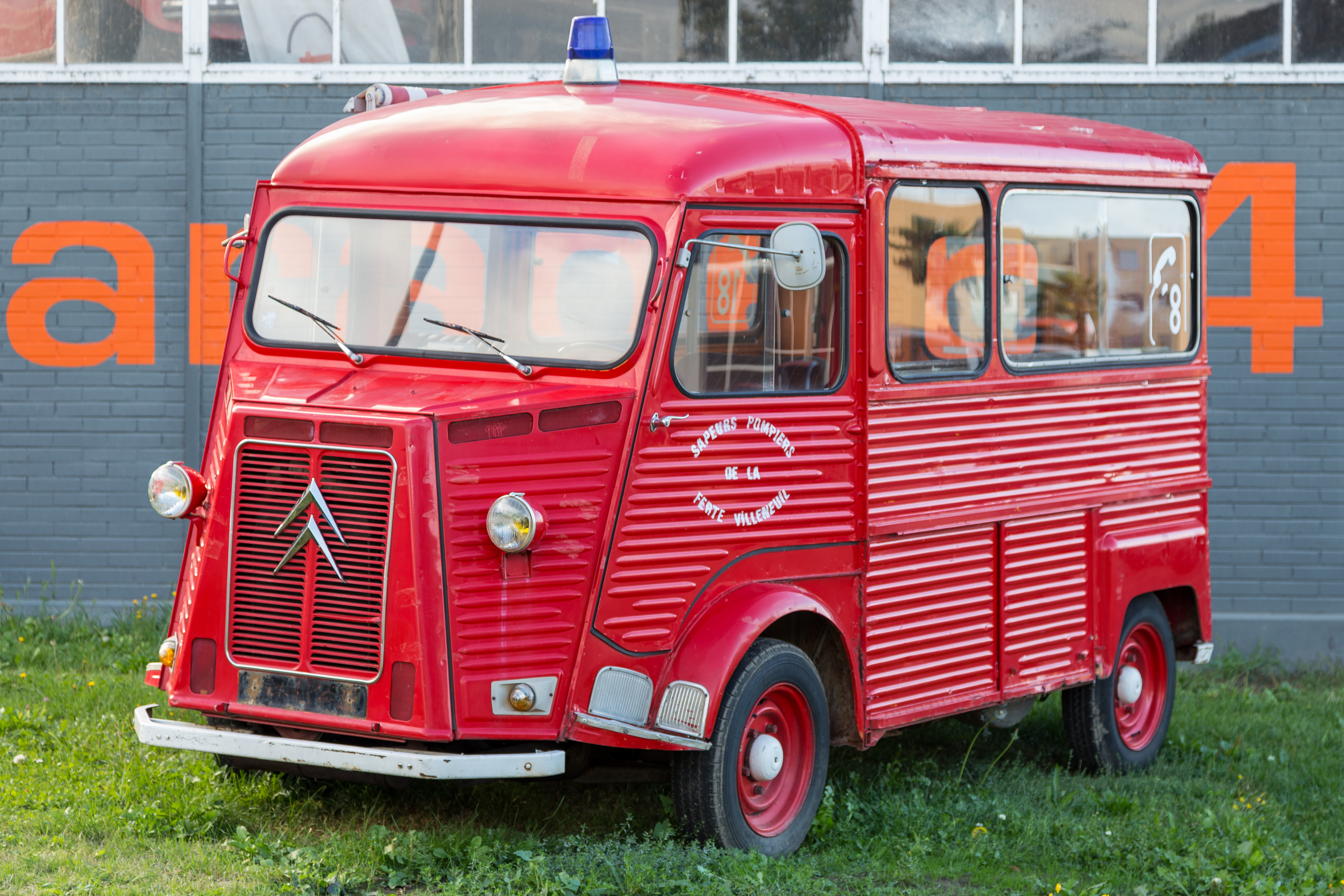
タイプ H
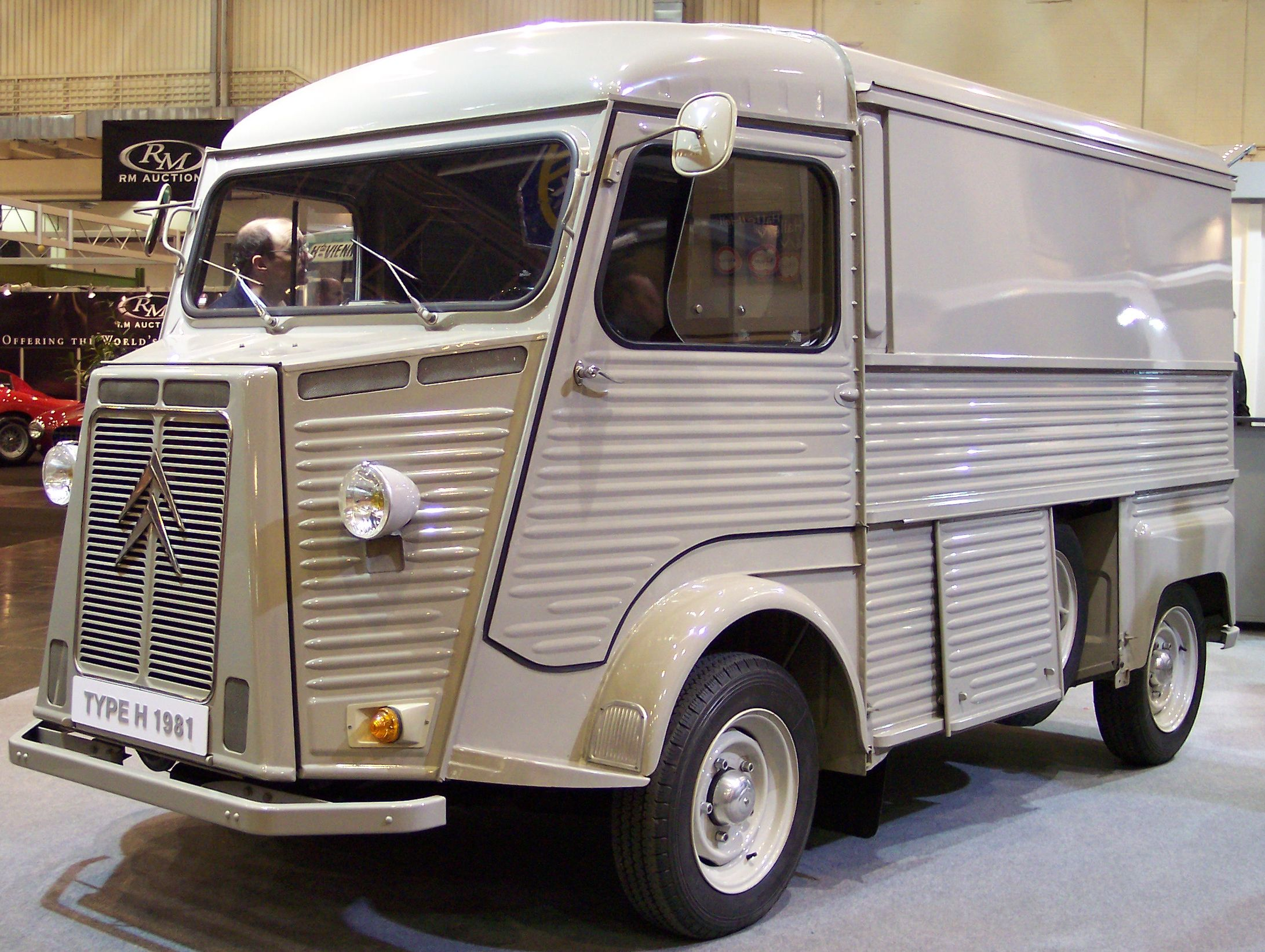
H バン

- タイプ47 - バス
- タイプ60
- タイプ450
- タイプ500dI
- タイプ530
- タイプ600
- タイプ700
- タイプ800dI
- 180K
- B2 boulangere and normande
- C16 - バン
- Darat

### 特殊車両

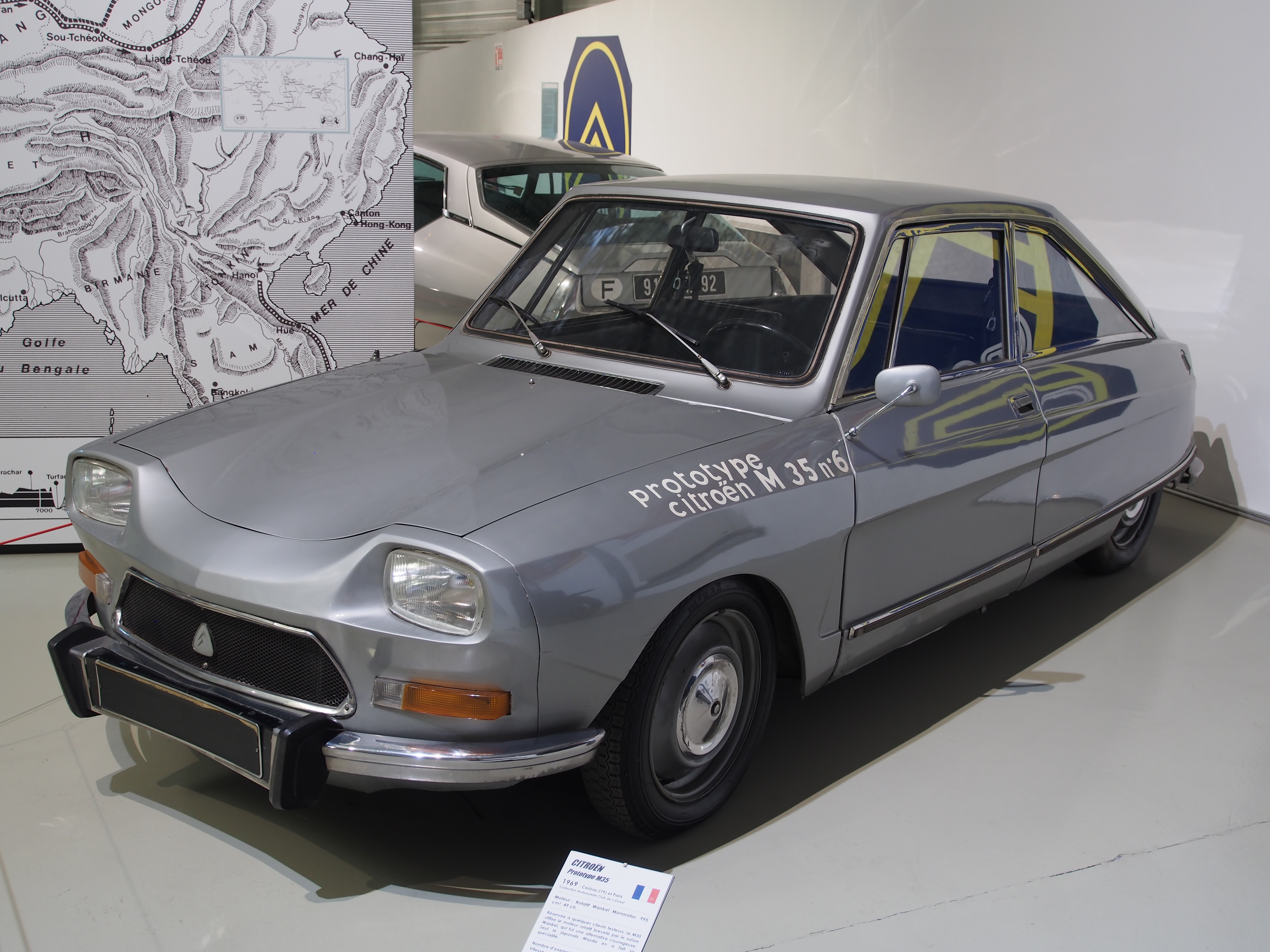
シトロエン・M35

- M35 - ヴァンケルエンジンのモニター用試作車
- AX Electric - 電気自動車
- Saxo Electric - サクソを基にした電気自動車（量産車）である。

### コンセプトカー
シトロエンは数十年にわたり、将来のデザインのトレンドや技術を予告するために多くのコンセプトカーを製造してきた。注目すべきコンセプトカーには、シトロエン・カリン（1980年）、シトロエン・アクティバ（1988年）、シトロエン・C-メティス（2006年）、GT by シトロエン（2008年）、シトロエン・スルボル（2010年）およびシトロエン・オリ（2022年）といった車両が含まれる。

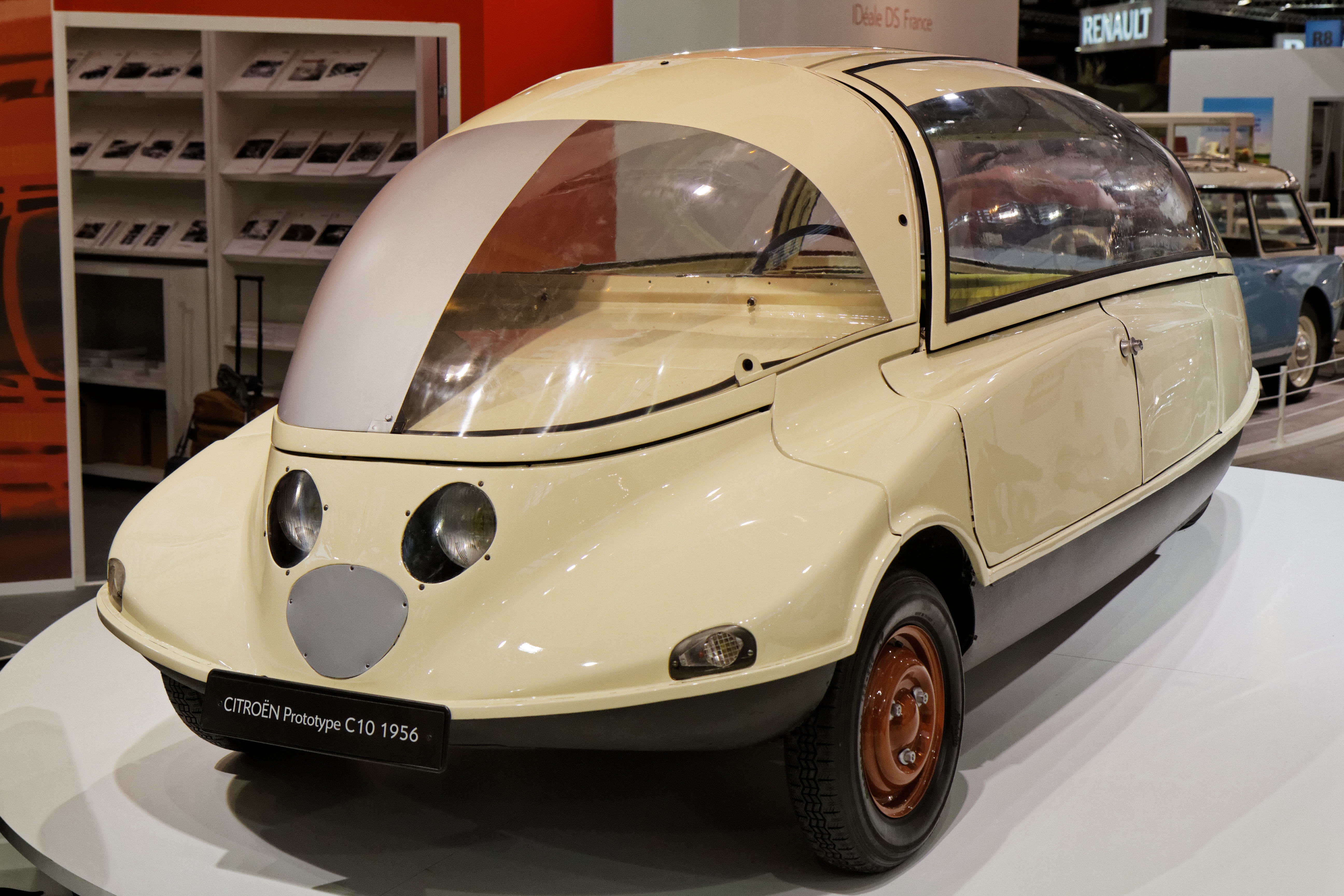
シトロエン・C10
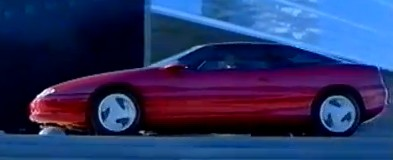
シトロエン・アクティバ
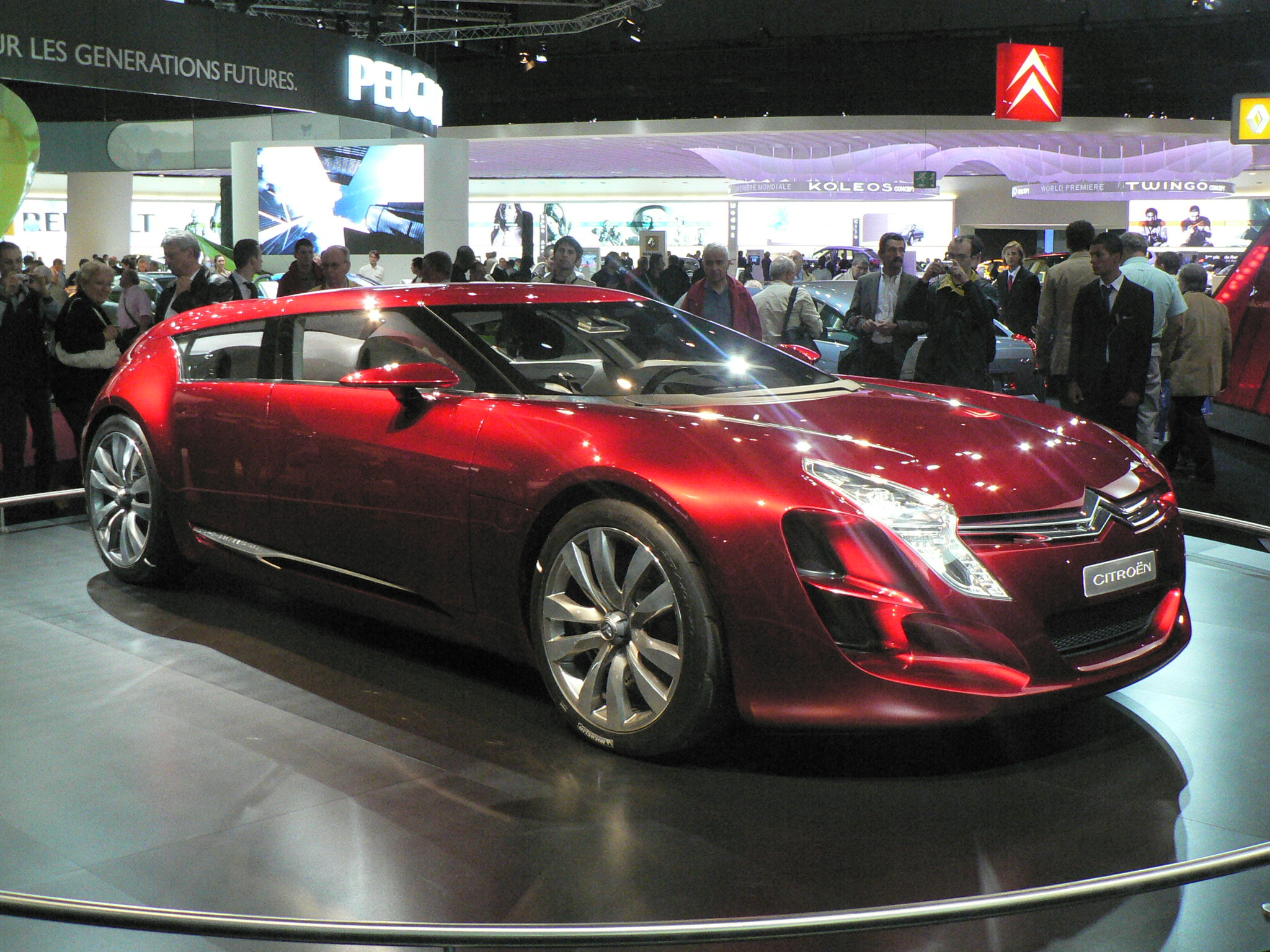
シトロエン・Cメティス
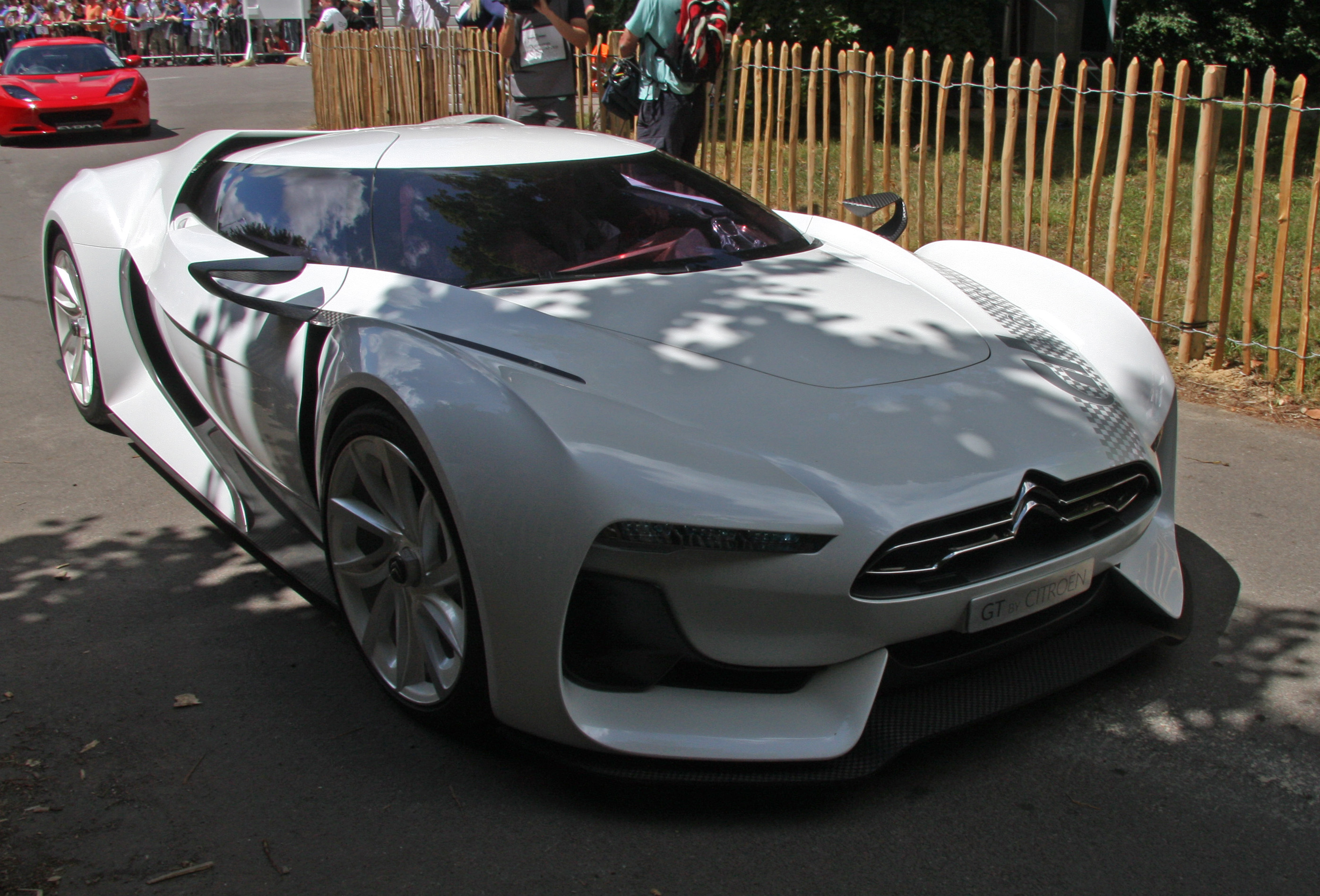
GT by シトロエン
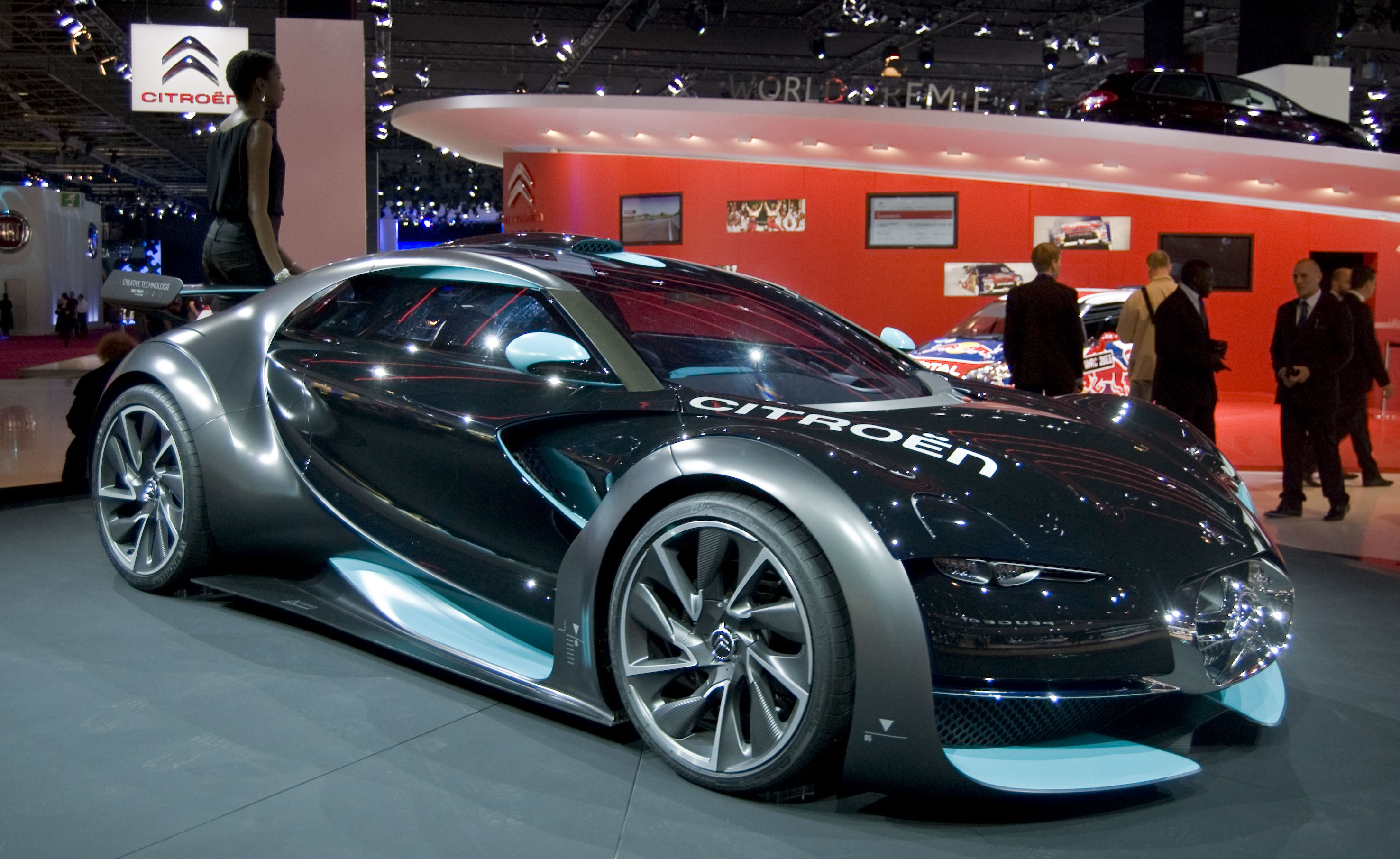
シトロエン・スルボル
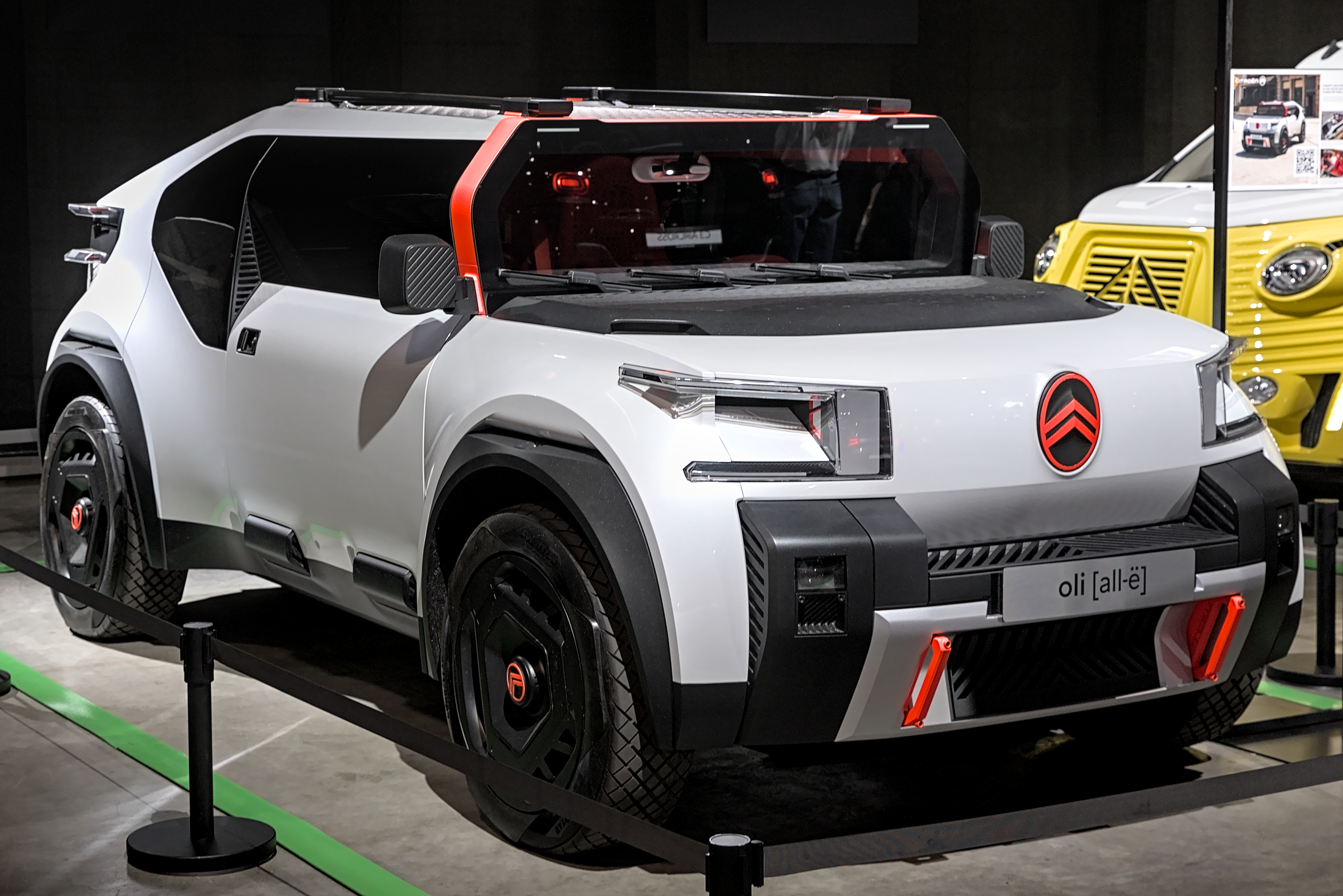
シトロエン・オリ

## モータースポーツ

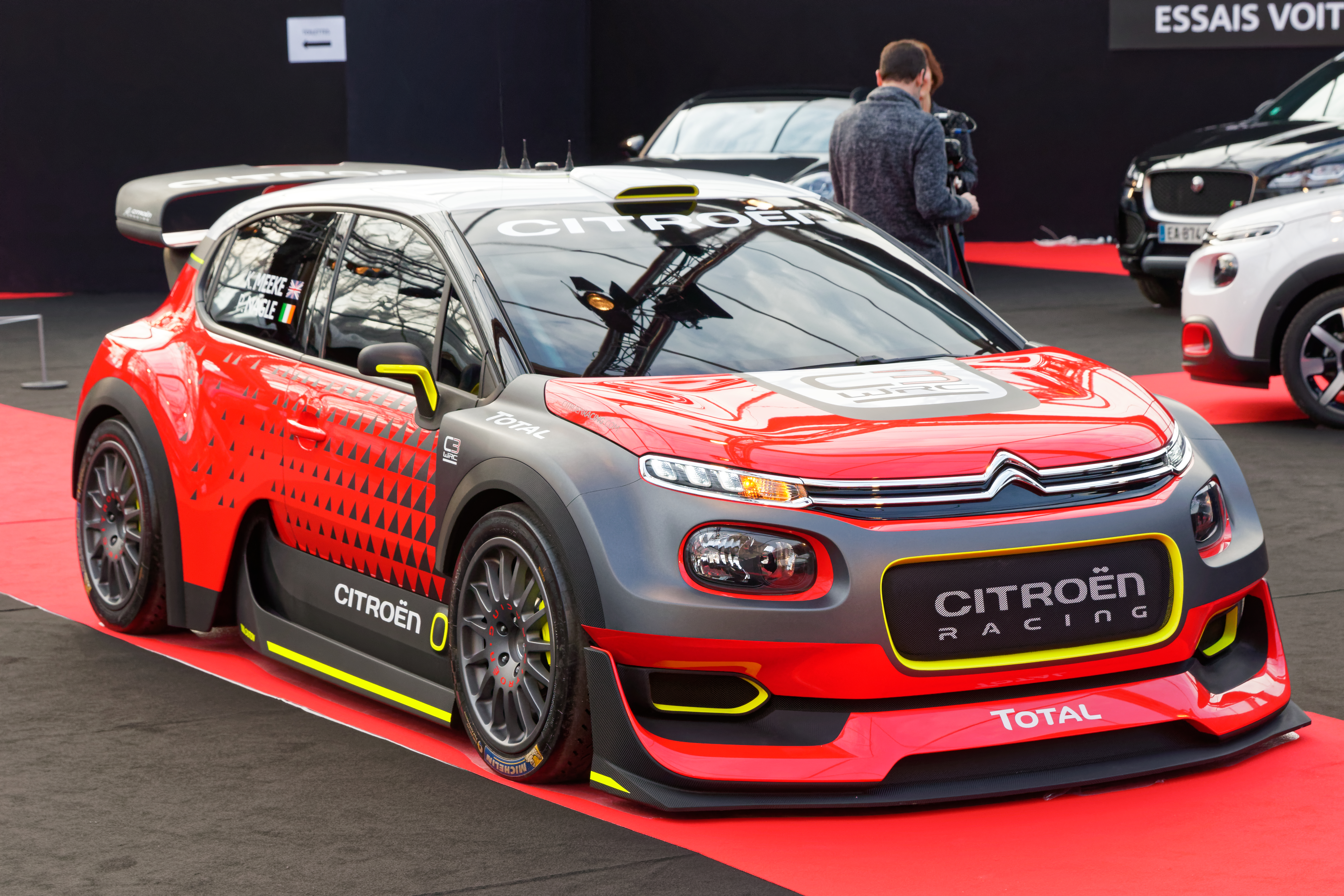
シトロエン・C3 WRC（2017年）

1989年に創設されたレース部門のシトロエン・レーシング（1989〜2000年までは『シトロエン・スポール』）の活動は伝統的にラリー系を中心として行われ、参戦した全てのビッグカテゴリでチャンピオンを獲得した経歴を持つ。
1950年代からDSや2CVでラリーに参加し、ラリー・モンテカルロやツール・ド・コルスで勝利を挙げた。世界ラリー選手権 (WRC)には1986年のグループB時代に小規模に参戦した後一時活動を休止していたが、1998年にF2キットカーのクサラで復帰。二輪駆動車でありながら、四輪駆動のワールドラリーカー（WRカー）勢を破って2度総合優勝を飾っている。2001年にはWRカーを開発し、WRCクラスへの参戦を再開。フランス人の天才セバスチャン・ローブを擁して2004年から2012年までドライバーズタイトル9連覇を達成した。マニュファクチャラータイトルも同期間中2006・2007年を除いた全てで獲得している。しかしローブの離脱以降は勢いを失い、2019年をもって撤退。シトロエンの歴代WRC勝利数102回は全メーカー中トップである（うち79勝はローブによる）。
下位クラスでは、JWRC（ジュニアWRC）でもマルチメイク時代の勝利数・タイトル数はスズキを凌いで1位である。JWRCのワンメイク化後も2013年から2016年までDS3 R3Tが使用車両に指定されていた。また、WRC2/WRC3でもプライベーター向けにグループRally仕様のマシンを販売しており、WRCから撤退したあとの2020年以降も、関わりの深い独立系チームのPHスポールを支援する形でWRC2/WRC3へのセミワークス参戦は続けられている。
1990年代にはパリ・ダカール・ラリーを中心とするラリーレイドにもZXで参戦し、1991年にアリ・バタネンが総合優勝を果たす。さらに1994年 - 1996年にはピエール・ラルティーグが総合3連覇を達成するなど、同一グループのプジョーとともに三菱自動車（ラリーアート）にとって最強のライバルとして立ちはだかった。
2014年からはローブと共に世界ツーリングカー選手権（WTCC）にワークス参戦を開始。サーキットレースの世界選手権にエントリーするのはこれが初めてとなった。マシンは新興国向けセダンのC-エリーゼ。デビュー年からホンダを圧倒する速さを見せ、2014年から2016年までドライバー（ホセ・マリア・ロペス）とマニュファクチャラーズタイトル双方で3連覇を達成。特に2015年はフィーチャーレースは全勝、リバースグリッドの第2レースも他チームに3勝しか許さない完勝といえる内容であった。しかしWRCに集中するために2016年いっぱいで撤退した。
2014年からはWTCCと同時に世界ラリークロス選手権にもペター・ソルベルグをワークス支援する形で参戦し、初年度と翌2015年にドライバーズタイトル2連覇を果たし、プジョーにあとを託す形で撤退している。
同一グループのプジョーとはダカールではコンポーネントの大部分やエンジンを流用したり、逆にWRCではライバルとして真っ向から戦うなど、敵としても味方としても関わってきた。しかしPSA全体の経営が年を追うごとに苦しくなっているため、2006年のプジョーのWRC撤退以降は同一カテゴリでバッティングさせることは減った。また2014年にPSAのCEOに就任したカルロス・タバレスにより、シトロエン・レーシングの本拠地であるサトリーにプジョー・スポールとDSのモータースポーツ部門が移管され、財政面での統合がされている。
WRC撤退後から現在までの活動は、上述のようなカスタマー向けラリーカーの供給や支援を行う程度に留まっている。

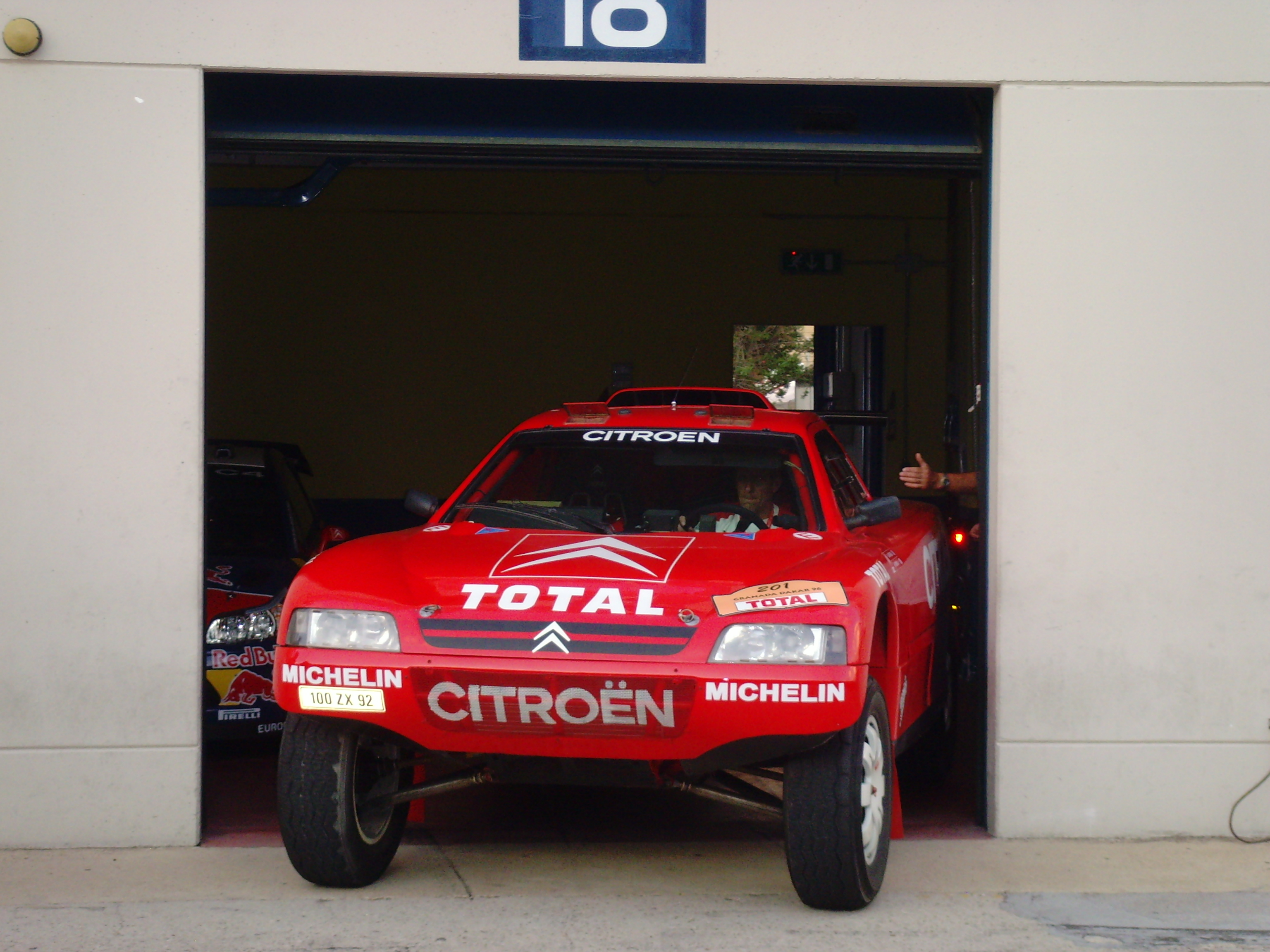
ZX パリダカ仕様
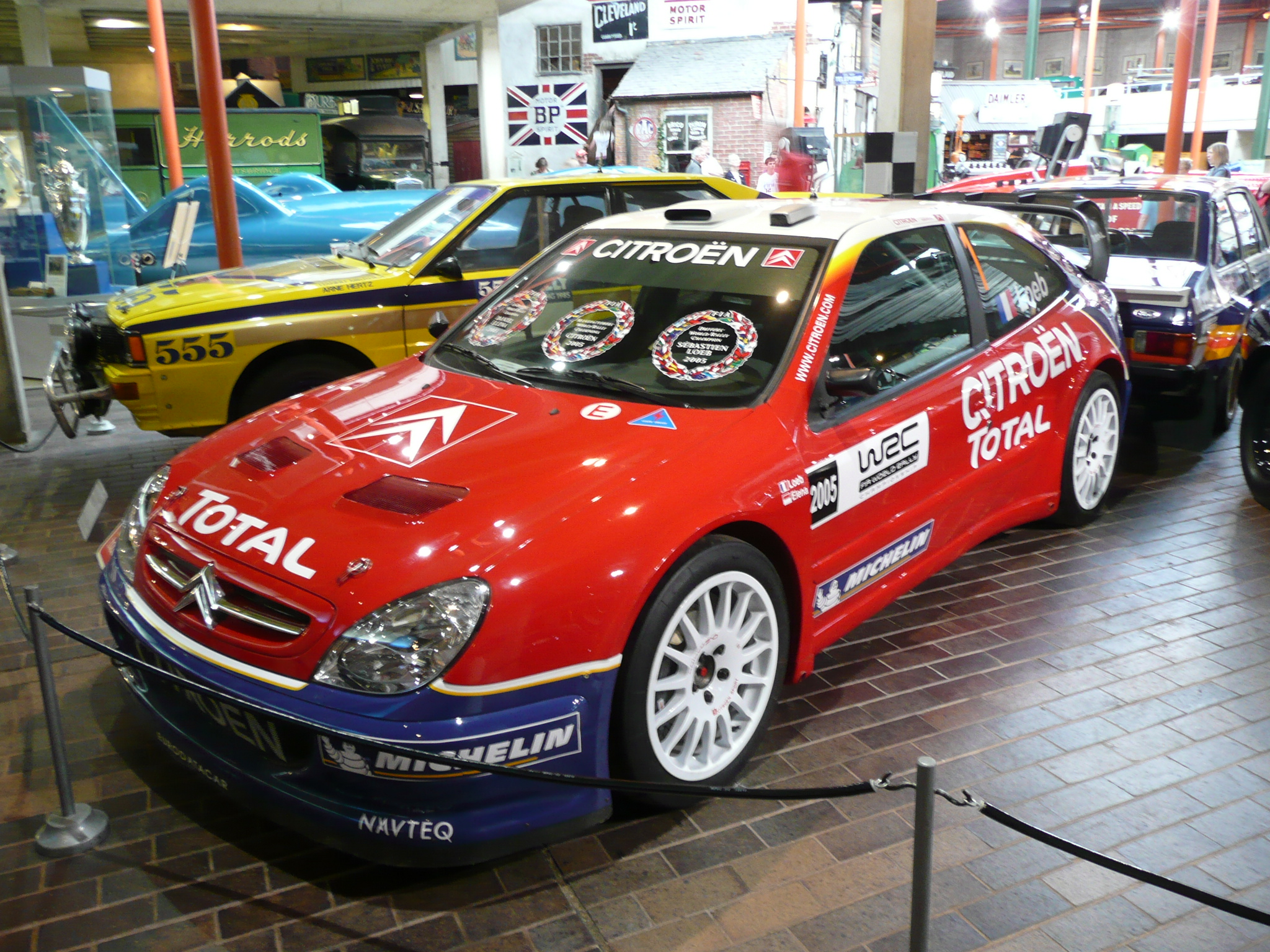
クサラWRC（2005年）
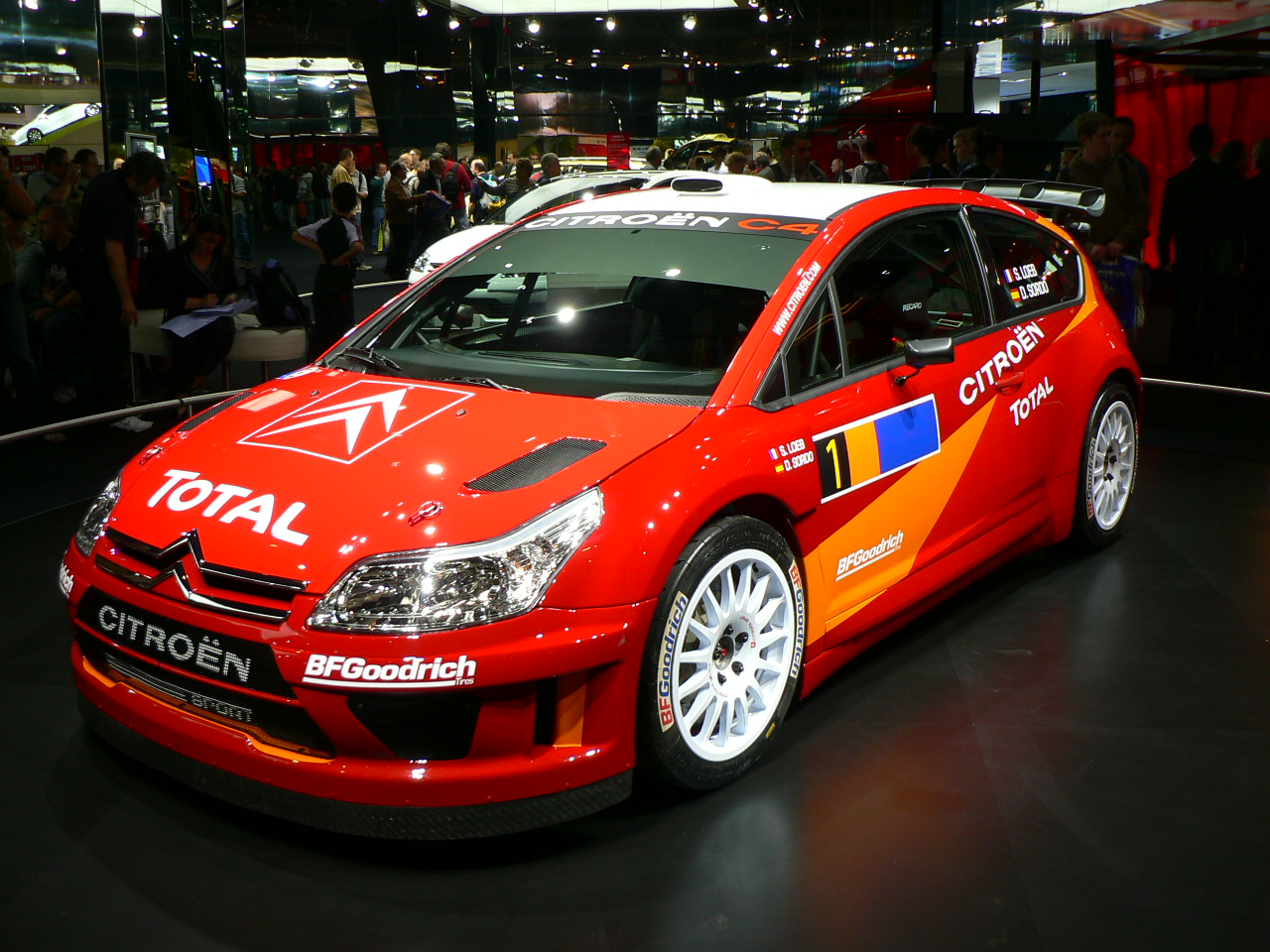
C4 WRC（2007年）
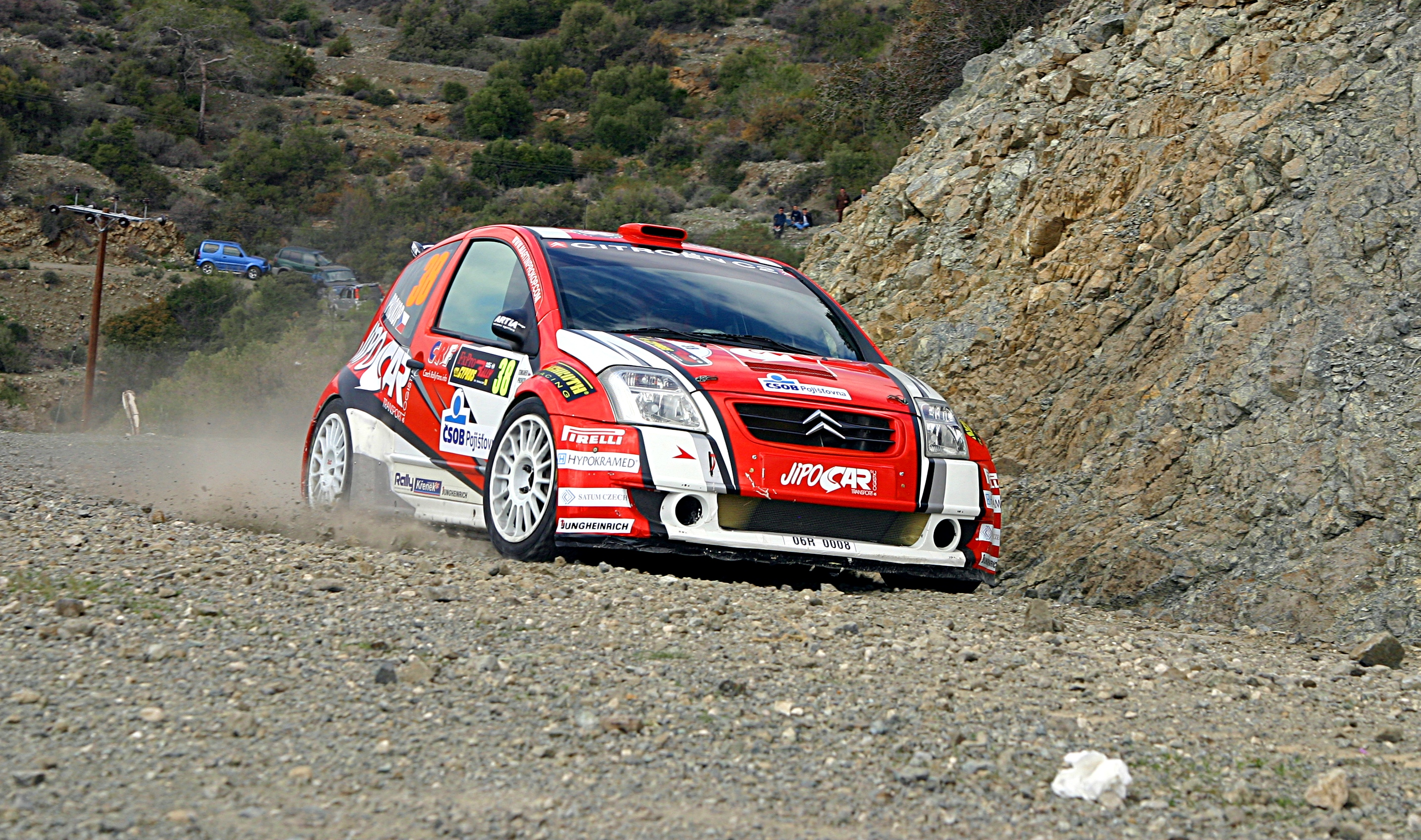
JWRCのC2 S1600
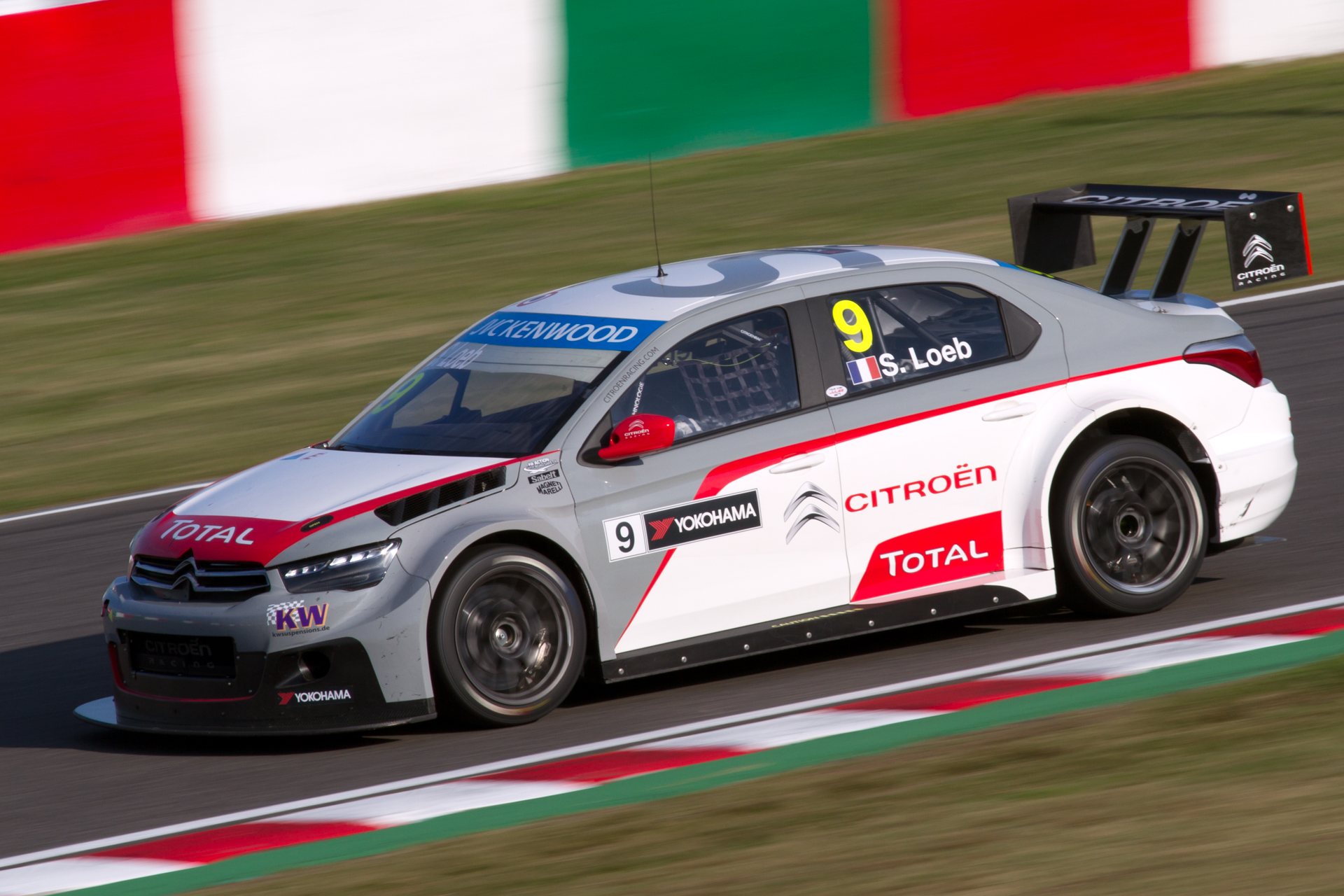
C-エリーゼWTCC（2014年）
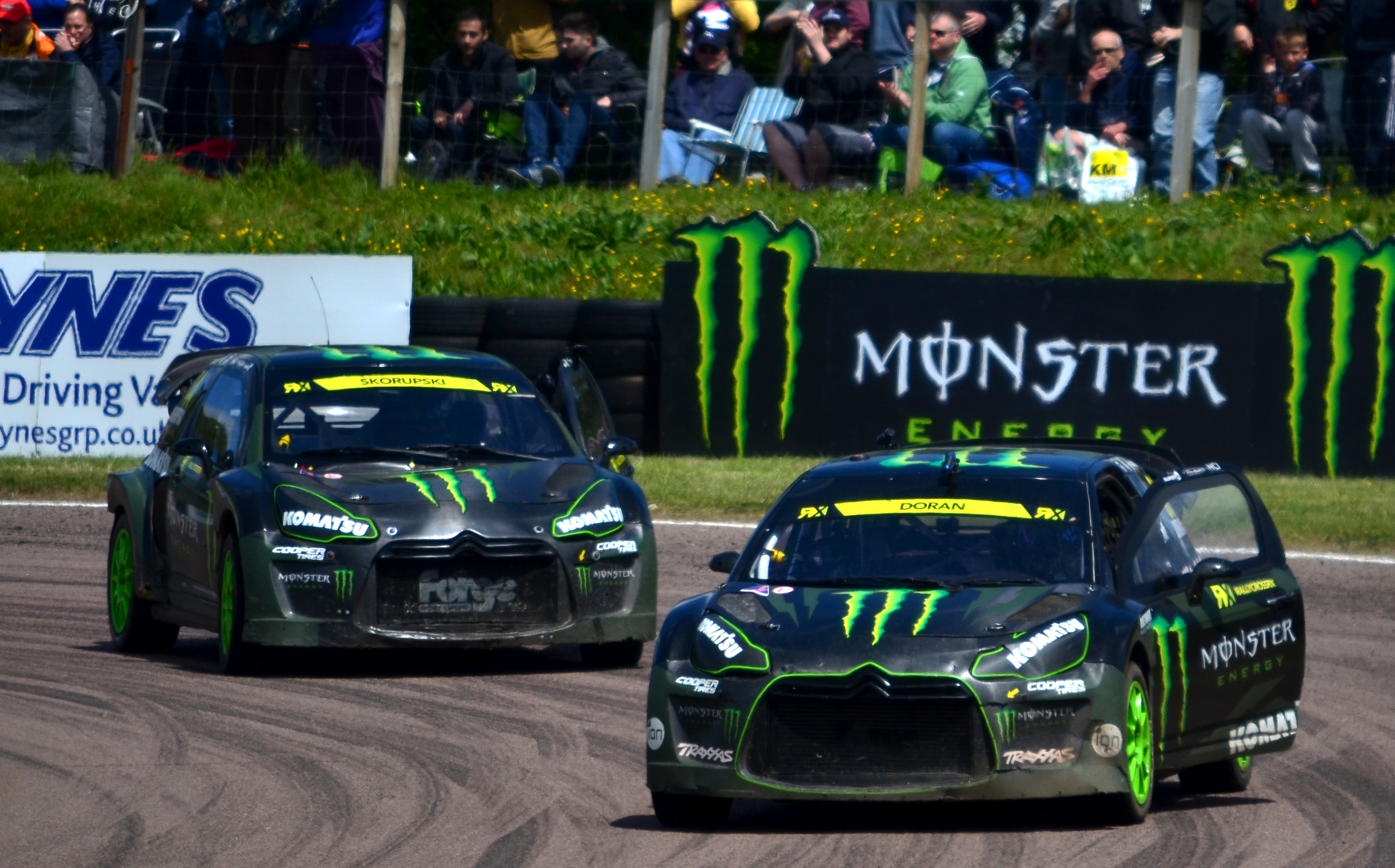
世界ラリークロス選手権のDS3（2014年）
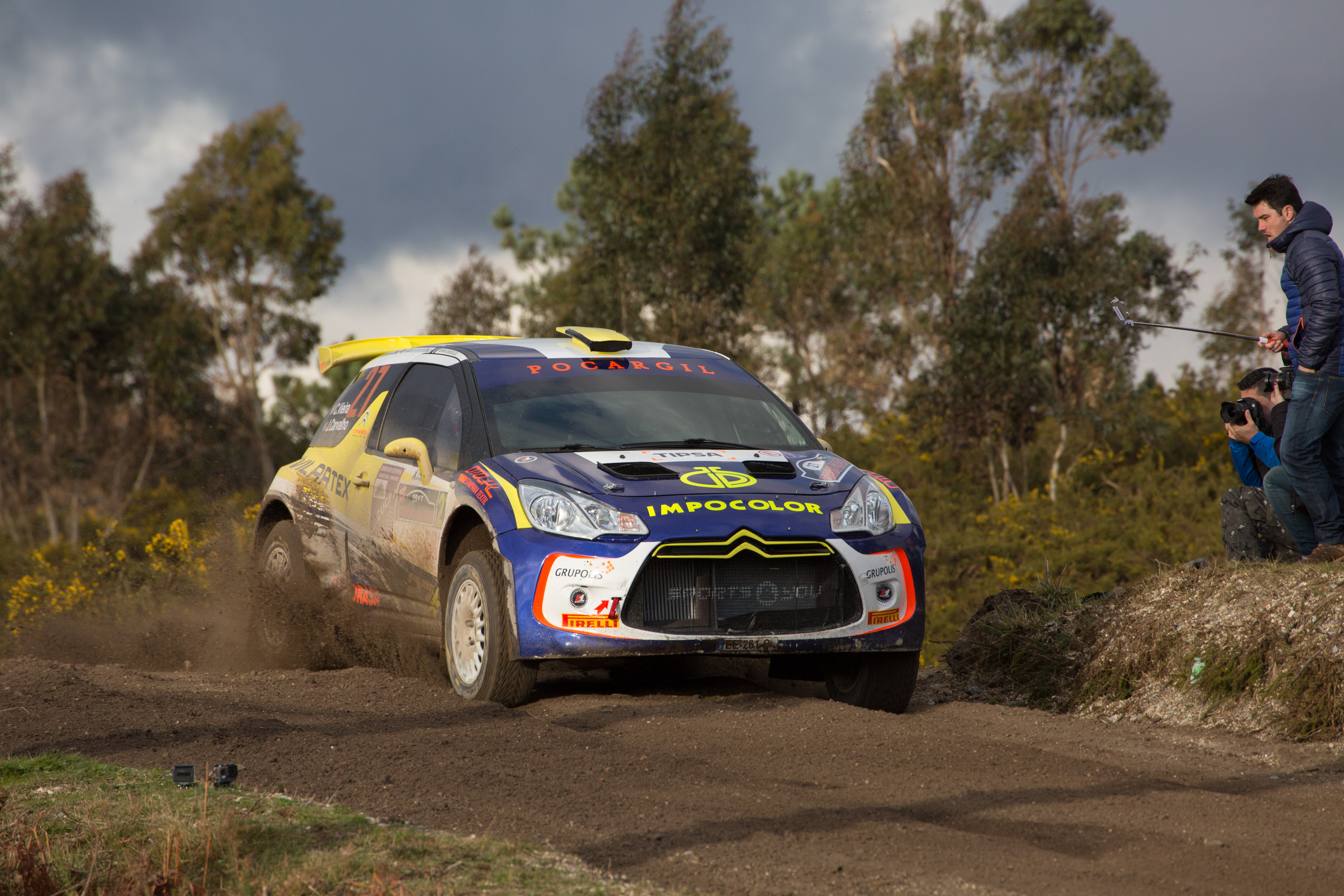
グループR5規定のDS3（2015年）

## 日本での販売
長きに渡り西武自動車販売が日本でのビジネスを展開していたが、1980年代後半、シトロエン本社が日本のメーカー各社に持ちかけた販売提携に手を挙げたマツダを加え、輸入権を持つ2社の全国ネットワークで販売された。1990年2月、シトロエン・西武自動車販売・マツダの出資でシトロエン・ジャポン（第1次）が設立されたが、この時は3社間の業務調整および後方支援を目的としたものだった。しかしバブル崩壊によりマツダの経営が悪化したことに伴い1998年にシトロエン・ジャポンが解散し、マツダ側での販売は終了した（一部地場資本のディーラーは販売を継続）。その後は西武自動車販売の後継会社である新西武自動車販売が旧西武の全国ネットワークを引き継いで販売を続けた。
2001年より第2次のシトロエン・ジャポンが本社100％出資で立ち上がり、新西武よりインポーター業務を移管し日本でのビジネスを統括することとなった。2008年4月にプジョー・ジャポンと統合、プジョー・シトロエン・ジャポンとなり、2020年2月1日にGroupe PSA Japanと社名変更している。その後、2022年3月1日にFCAジャパンに吸収合併され社名をStellantisジャパンとした。
第2次のシトロエン・ジャポンが設立されてからは本国CIに基づく専売ディーラー化が進んだが、販売台数の低迷により撤退・閉鎖が続出し、2023年3月現在、青森県・秋田県・福島県・和歌山県・鳥取県・島根県・高知県・佐賀県にはサービス拠点すらなく、山形県・山口県・徳島県・香川県・宮崎県・鹿児島県・沖縄県もディーラーはない（サービススポットのみ）。